# أدب يوناني قديم
الأدب اليوناني القديم (باليونانية: Αρχαία ελληνική λογοτεχνία) هو الأدب المكتوب باللغة اليونانية القديمة من أوائل النصوص حتى عصر الإمبراطورية البيزنطية. يعود تاريخ أقدم الأعمال الباقية من الأدب اليوناني القديم إلى الحقبة العتيقة من التاريخ اليوناني، وتشمل القصيدتين الملحميتين الإلياذة والأوديسة، واللتان تعودان إلى العصر الموكيني. تضم هاتان الملحمتان، جنبًا إلى جنب مع التراتيل الهوميرية (تشبيه بقصائد هوميروس الملحمية) وقصيدتي هسيود وقصيدة الأعمال والأيام وقصيدة نسب الآلهة، تضم الأسس الرئيسية للتقاليد الأدبية اليونانية التي استمرت في الفترات الكلاسيكية والهلنستية والرومانية.
كان الشعراء الغ صافو صافو وألكايوس الميتيليني وبندار ذوي تأثير كبير خلال التطور المبكر للتقاليد الشعرية اليونانية. إنّ إسخيلوس هو أول كاتب مسرحي يوناني لمسرحيات ذات مضمون مأساوي والذي عُثر على جميع مسرحياته. يشتهر سوفوكليس بمسرحياته المأساوية حول أوديب، وخاصة أوديب الملك وأنتيجون. ويشتهر يوربيديس بمسرحياته التي دفعت في كثير من الأحيان حدود هذا النوع المأساوي. كتب الكاتب المسرحي الهزلي أريستوفان في هذا النوع من الكوميديا القديمة، في حين كان الكاتب المسرحي اللاحق ميناندر رائدًا مبكرًا للكوميديا الحديثة. كتب المؤرخان هيرودوت من هاليكارناسوس وثوسيديديس، اللذان عاشا خلال القرن الخامس قبل الميلاد، قصصًا عن أحداث وقعت قبل فترة قصيرة وأثناء فترة حياتهما. كتب الفيلسوف أفلاطون حواراتٍ، تركزت عادة حول معلمه سقراط وهو يتعامل مع مواضيع فلسفية مختلفة، بينما كتب تلميذه أرسطو العديد من الأطروحات، التي أصبحت فيما بعد مؤثرة للغاية.
ومن بين الكتاب المهمين في وقت لاحق أبولونيوس الرودسي الذي كتب «أرغونوتيكا»، وهي قصيدة ملحمية عن رحلة سفينة أرغو، وأرخميدس الذي كتب معادلات رياضية رائدة، وفلوطرخس الذي كتب بشكل أساسي السير الذاتية والمقالات. كتب الكاتب في القرن الثاني الميلادي لوقيان السميساطي، الذي كان سوريًا هيلينيًا، أعمالًا مبدعة في الهجاء. كان للأدب اليوناني القديم تأثير عميق على الأدب اليوناني في وقت لاحق والأدب الغربي ككل. على وجه الخصوص، استوحى العديد من الكتاب الرومانيين القدماء من أسلافهم اليونانيين. منذ عصر النهضة، اعتمد المؤلفون الأوروبيون بشكلٍ عام، بما في ذلك دانتي أليغييري، وويليام شكسبير، وجون ميلتون، وجيمس جويس، بشكل كبير على مواضيع وأفكار كلاسيكية.

## العصور الكلاسيكية وما قبل الكلاسيكية القديمة
تمتد هذه الفترة من الأدب اليوناني من هوميروس حتى القرن الرابع قبل الميلاد وصعود الإسكندر الأكبر. أقدم الكتابات اليونانية المعروفة هي الميسينية (الميكونية)، مكتوبة بالنظام الخطي ب على أقراص طينية. تحتوي هذه الوثائق على سجلات رتيبة تهتم إلى حد كبير بالتجارة (قوائم وقوائم الجرد والإيصالات، إلخ)؛ ولم يتم اكتشاف أي أدب حقيقي. يقول كلٌ من مايكل فينتريس وجون تشادويك، أول من فكا شفرة النظام الخطي ب، أن وجود الأدب كان شبه مؤكد في اليونان الميسينية، ولكنه لم يكن مكتوبًا، أو إذا كان مكتوبًا، فإنه كان على الورق أو ألواح خشبية، والتي لم تنجُ من تدمير القصور الميسينية في القرن الثاني عشر قبل الميلاد.
تم تقسيم الأدب اليوناني إلى أنواع أدبية محددة جيدًا، كل منها له هيكل رسمي إلزامي، بما في ذلك اللهجة والمقاييس. القسم الأول كان بين النثر والشعر. كان داخل الشعر ثلاثة أنواع: الملحمة والأغاني والدراما. إن المصطلحات الأوروبية الشائعة حول الأنواع الأدبية مستمدة مباشرة من المصطلحات اليونانية القديمة. تم تقسيم الغناء والدراما إلى مزيد من الأنواع: الغناء إلى أربعة (العمودي والتفعيلة والمونودي والكورال)، أما الدراما فتم تقسيمها إلى ثلاثة (المأساة والملهاة والدراما الرعوية). يمكن القول أن النثر بدأ إلى حد كبير مع هيرودوت. مع مرور الوقت، تطور العديد من أنواع النثر، ولكن كانت الفروق بينها غير واضحة في كثير من الأحيان.

### الشعر الملحمي
يقف في بداية الأدب اليوناني اثنان من الأعمال الضخمة لهوميروس: الإلياذة والأوديسة:1-3 يكتنف نسب هذه الأعمال لهوميروس الغموض. على الرغم من أن الفضل في هذه الأعمال ينسب إليه الآن، إلا أنه من المؤكد أن جذورها تعود إلى ما قبل وقته:15 إنّ الإلياذة سرد من حلقة واحدة تمتد على مدى عشرة أيام من الفترة القريبة من نهاية السنوات العشر من حرب طروادة. تركز على شخص أخيل، الذي جسّد المثال اليوناني البطولي.:3

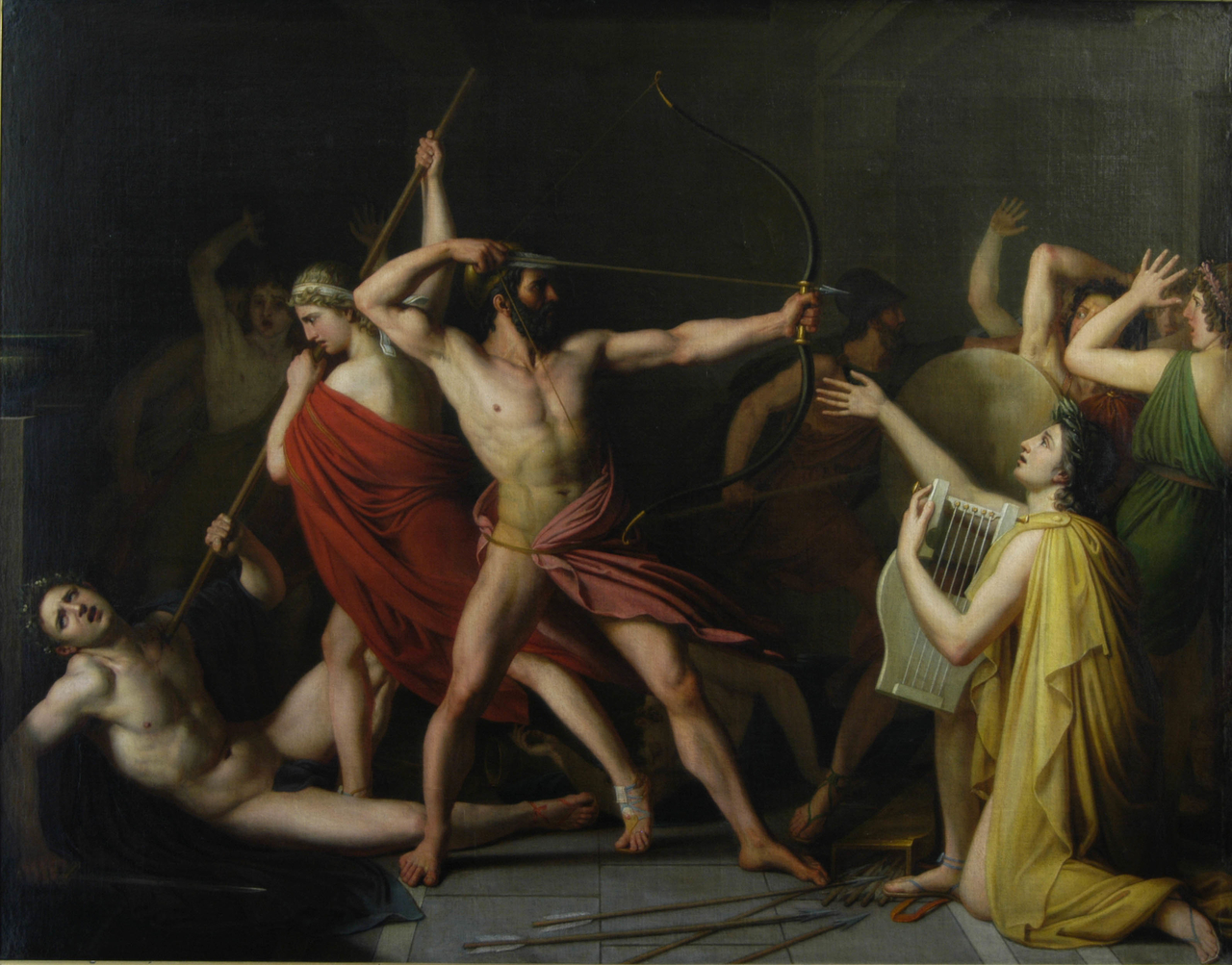
لوحة للرسام الفرنسي الكلاسيكي الحديث توماس ديجورج تصور المشهد النهائي المثير من كتاب رقم اثنان وعشرون من الأوديسة حيث ذبح أوديسيوس وتليماخوس وإيوميوس وفيليتيوس مُغازلي بينيلوبي.

تتضمنً الأوديسة سردا لمغامرات أوديسيوس، أحد المحاربين في طروادة.:3 بعد عشر سنوات من خوض الحرب، يمضي عشر سنوات أخرى يبحر إلى منزله لزوجته وعائلته. أُعتبرت بينيلوبي الأنثى المثالية، وصفها هوميروس بأنها الأنثى المثالية على أساس التزامها وتواضعها وطهارتها واحترامها أثناء زواجها من أوديسيوس. خلال رحلته التي استغرقت عشر سنوات، خسر كل رفاقه وسفنه، وشق طريقه إلى البيت في إيثاكا متنكرًا في زي متسول. كانت كل هذه الأعمال مبنية على أساطير قديمة.:15 يتم سرد القصص بلغة بسيطة ومباشرة. كانت لهجة هوميروس لغة قديمة تعتمد على اللهجة الأيونيكية الممزوجة ببعض عناصر اللهجة الأيوليكية واللهجة الأتيكية، وترجع هذه الأخيرة إلى الطبعة الأثينية من القرن السادس قبل الميلاد. كان البيت الشعري لهذه الملحمة سداسي التفاعيل.
كان هسيود هو الشاعر الكبير الآخر في الفترة ما قبل الكلاسيكية.:23-24 على عكس هوميروس، يشير هسيود إلى نفسه في شعره. ومع ذلك، لا يوجد شيء معروف عنه من أي مصدر خارجي. كان من مواليد بيوتيا في وسط اليونان، ويعتقد أنه عاش وعمل حوالي 700 قبل الميلاد. تُوجَد قصيدتان لهسيود هما الأعمال والأيام ونسب الآلهة. إن الأعمال والأيام تصوير طبق الأصل للحياة الريفية المنكوبة بالفقر التي كان يعرفها جيداً، وتضع مبادئ وقواعد للمزارعين. أما الثيوغونيا فهي تقرير منهجي للخلق وللآلهة. يصف بوضوح أعمار البشر قبل بداية العصر الذهبي بفترة طويلة.
كانت كتابات هوميروس وهسيود تحظى باحترام كبير للغاية خلال العصور القديمة، وكان ينظر إليها من قبل العديد من الكتاب القدماء كنصوص أساسية وراء الدين اليوناني القديم؛ وقد كتب هوميروس قصة الماضي البطولي، الذي وضعه هسيود مع قصة الخلق وبيان للحقائق العملية للحياة اليومية المعاصرة.:23-24

### الشعر الغنائي

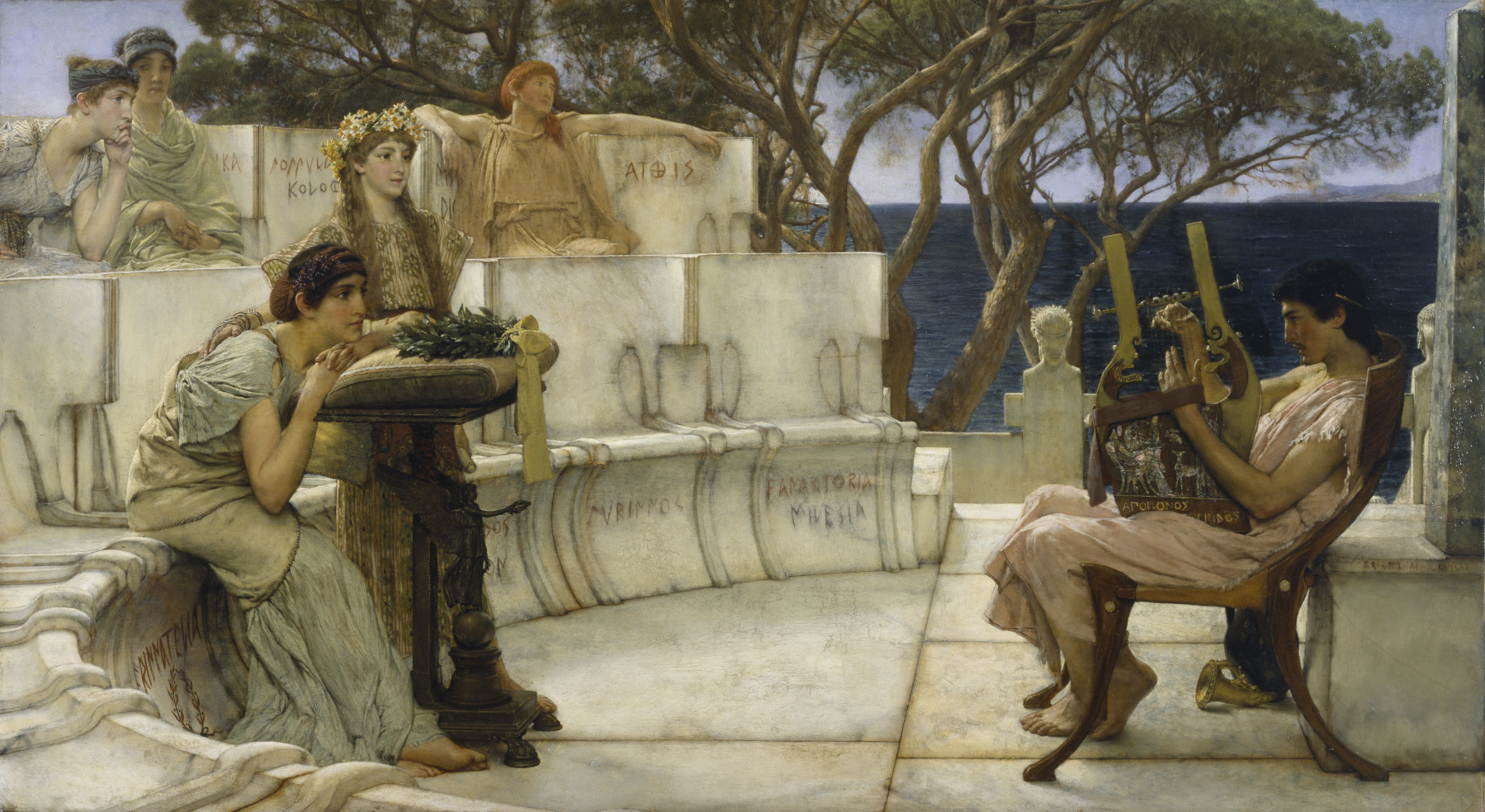
لوحة من القرن التاسع عشر رسمها الرسام الإنجليزي السير لورانس ألما-تديما يصور الشاعر صافو وهو يحدق بإعجاب في الشاعر ألكايوس وهو يعزف بالقيثارة.

جاء اسم الشعر الغنائي من حقيقة أنه كان يُغنى أصلًا من قبل أفراد أو جوقة مصحوبة بأداة تسمى قيثارة. على الرغم من الاسم، تم تقسيم الشعر الغنائي في هذا المعنى العام إلى أربعة أنواع، اثنان منها لم يكونا مصحوببن بالقيثارة، وإنما بالفلوت. كان هذان النوعان الأخيران الشعر العمودي وشعر التفعيلة (وحدة في الشعر الغربى مكونة من مقطع قصير ومقطع طويل). كان كلاهما مكتوبًا باللهجة الأيونيكية. كانت القصائد العمودية مكتوبة بحيث يتكون كل مقطع شعري من بيتين وكانت قصائد التفعيلة مكتوبة بأبيات ثلاثية التفعيلة. كان أول الشعراء الغنائيين على الأرجح أرخيلوخوس الباروسي حوالي عام 700 قبل الميلاد، وهو أهم شعراء التفعيلة. تبقى فقط أجزاء من عمله، كما هو الحال مع معظم الشعراء. تشير البقايا القليلة إلى أنه كان مغامرًا ساخطًا عاش حياة مضطربة جدًا.
كتب العديد من القصائد الغنائية باللهجة الأيوليكية. غالبًا ما تستخدم القصائد الغنائية تفعيلات شعرية متنوعة للغاية. كان أشهر الشعراء الغنائيين هم من يُسَمُّون بـ «الشعراء الغنائيين التسعة». من بين جميع الشعراء الغنائيين، كان صافو من لسبوس (حوالي 630-570 قبل الميلاد) الأكثر تبجيلاً على الإطلاق. في العصور القديمة، كان ينظر إلى قصائدها بنفس الدرجة من الاحترام مثل قصائد هوميروس. بقيت واحدة فقط من قصائدها، «ترنيمة أفروديت»، محنفظة بشكلها الأصلي الكامل. بالإضافة إلى صافو، كان ألكايوس من لبسوس معاصرًا، واشتهر أيضًا بالشعر المونودي. كان الشعر الذي كتبه ألكمان يُعتبر جميلًا، على الرغم من أنه كتب حصرًا باللهجة الدوريكية، التي أُعتُبرت غير محببة في الاستماع. كان الشاعر المتأخر بندار من طيبة مشهورًا بشعره الغنائي الكورالي.

### الدراما

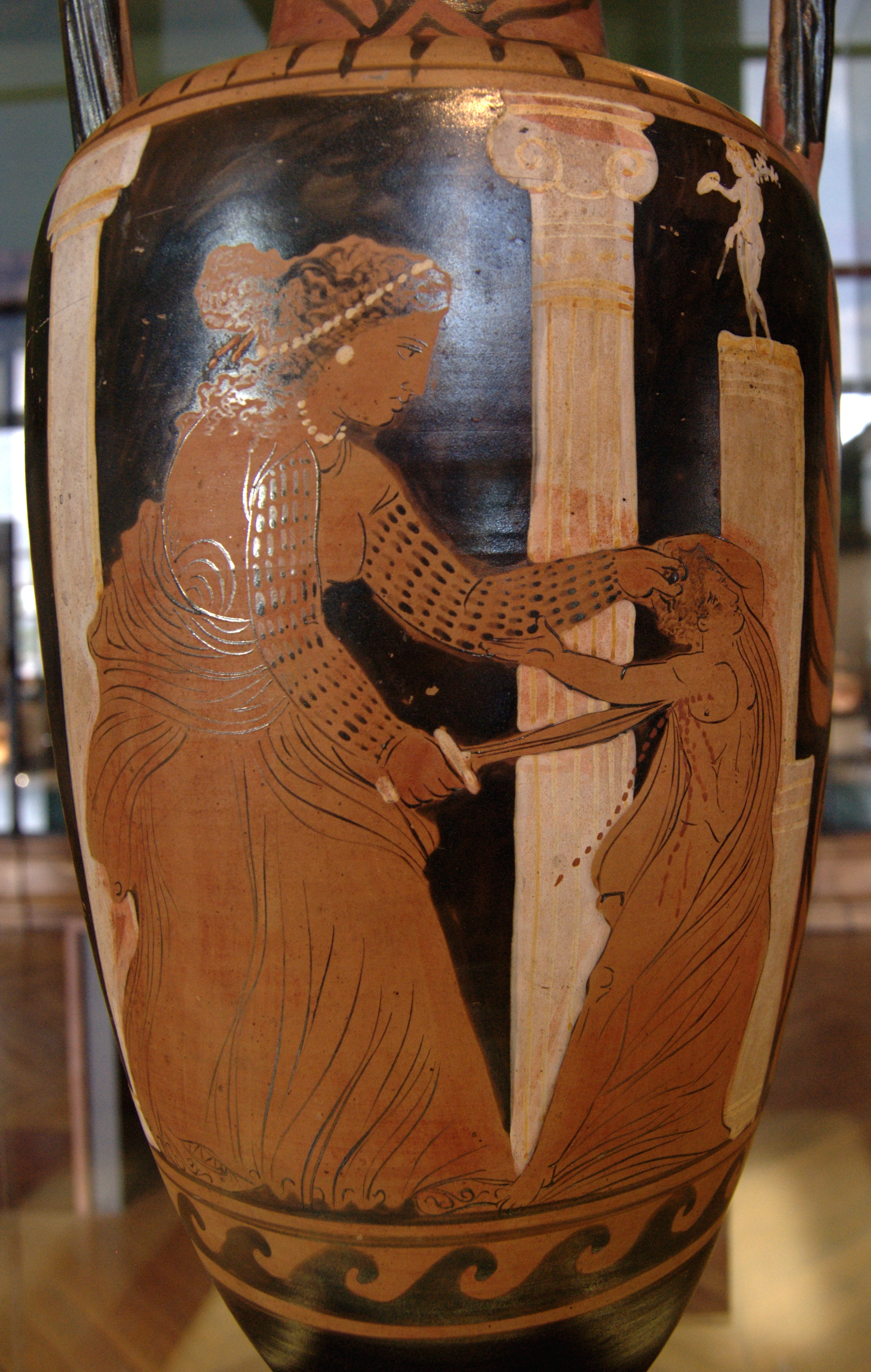
ميديا تقتل ابنها (مشهد من مسرحية يوربيديس ميديا)، تعود هذه الأمفورة الحمراء من كامبانيا إلى 330 قبل الميلاد، وهي الآن في اللوفر (ك 300).

تعود جميع الأعمال الباقية من الدراما الإغريقية إلى كتاب مسرحيين من أثينا، وهي مكتوبة بشكل حصري باللهجة الأتيكية. كان أداء الكورال تقليدًا شائعًا في جميع المدن اليونانية. يعود الأثينيون بالفضل إلى رجل يدعى ثسبيس في اخترع الدراما بسبب تقديمه لأول ممثل، الذي كان هدفه الأساسي هو التفاعل مع قائد الجوقة. زاد كتاب المسرحيات في وقت لاحق من عدد الممثلين إلى ثلاثة، مما سمح بحرية أكبر في سرد القصص.
في العصر الذي أعقب الحروب اليونانية الفارسية، تم التعبير عن الروح الوطنية المستيقظة لأثينا في مئات المآسي التي تستند إلى مواضيع البطولية والأسطورية في الماضي. نمت المسرحيات المأساوية من الأغاني والحوارات الكورالية البسيطة التي أقيمت في مهرجانات الإله ديونيسوس. في الفترة الكلاسيكية، شملت العروض ثلاث مآسي ومسرحية رعوية واحدة، تصور أربع حلقات مختلفة من نفس الأسطورة. تم اختيار المواطنين الأثرياء لتحمل تكلفة ملابس وتدريب الجوقة كواجب عام وديني. كان الحضور في عروض المهرجان بمثابة عمل عبادة. عُقدت العروض في مسرح ديونيسوس في أثينا في الهواء الطلق. تنافس الشعراء على الجوائز المقدمة لأفضل المسرحيات.
تعود عادةً جميع التراجيديات اليونانية الباقية حتى الآن إلى إسخيلوس أو سوفوكليس أو يوربيديس. لا يزال تأليف مسرحية بروميثيوس في الأغلال، التي تنسب تقليديًا إلى إسخيلوس، ومسرحية ريسوس، التي تنسب تقليديًا إلى يوربيديس موضع نقاش وسؤال. تعزى سبعة تراجيديات على قيد الحياة إلى إسخيليوس. تشكل ثلاثة من هذه المسرحيات، وهي أغاممنون وحاملات قربان الخمر والصافحات، ثلاثية تعرف باسم الأوريستيا. قد تكون واحدة من هذه المسرحيات، بروميثيوس في الأغلال، في الواقع عمل ابن إسخيليوس إوفوريون.
وقد نجت سبعة من أعمال سوفوكليس، وأكثرها شهرة هي مسرحيات طيبة الثلاثة، التي تدور حول قصة أوديب ونسله. تتكون ثلاثية طيبة من أوديب ملكًا، وأوديب في كلونا، وأنتيغون. على الرغم من أن المسرحيات غالبًا ما تسمى «ثلاثية»، إلا أنها كانت مكتوبة في الواقع منذ عدة سنوات. كان أنتيجون، آخر المسرحيات الثلاثة حسب التتابع، أول من كتب، حيث تم تألفيها في عام 441 قبل الميلاد، في بداية حياة سوفوكليس المهنية. كتب أوديب ملكًا، الأكثر شهرة بين الثلاثة، حوالي عام 429 قبل الميلاد في منتصف حياة سوفوكليس المهنية. بينما كتبت أوديب في كلونا، وهي الثانية من المسرحيات الثلاث زمنيًا، كانت في الواقع آخر مسرحية سوفوكليس وعُرضت في 401 قبل الميلاد بعد وفاة سوفوكليس.
تعزى تسع عشرة مسرحية موجودة حتى الآن إلى يوربيديس. الأكثر شهرة من بين هذه المسرحيات هي ميديا وهيبوليتوس والباكوسيات. يعتقد أحيانًا أن مسرحية ريسوس قد كتبها ابن يوربيديس، أو أنه تم إعادة إنتاج مسرحية يوريبيدس بعد وفاته. دفع يوربيديس حدود النوع المأساوي وكانت العديد من العناصر في مسرحياته أكثر تطابقًا مع الكوميديا منها المأساة. تُصنف غالبًا مسرحيته الكيستيس، على سبيل المثال، على أنها «مسرحية تعالج مشكلة اجتماعية» أو ربما حتى كعمل من أعمال الملهاة المأساوية بدلًا من كونها مأساة خالصة بسبب عناصرها الكوميدية وحقيقة أن لها نهاية سعيدة.

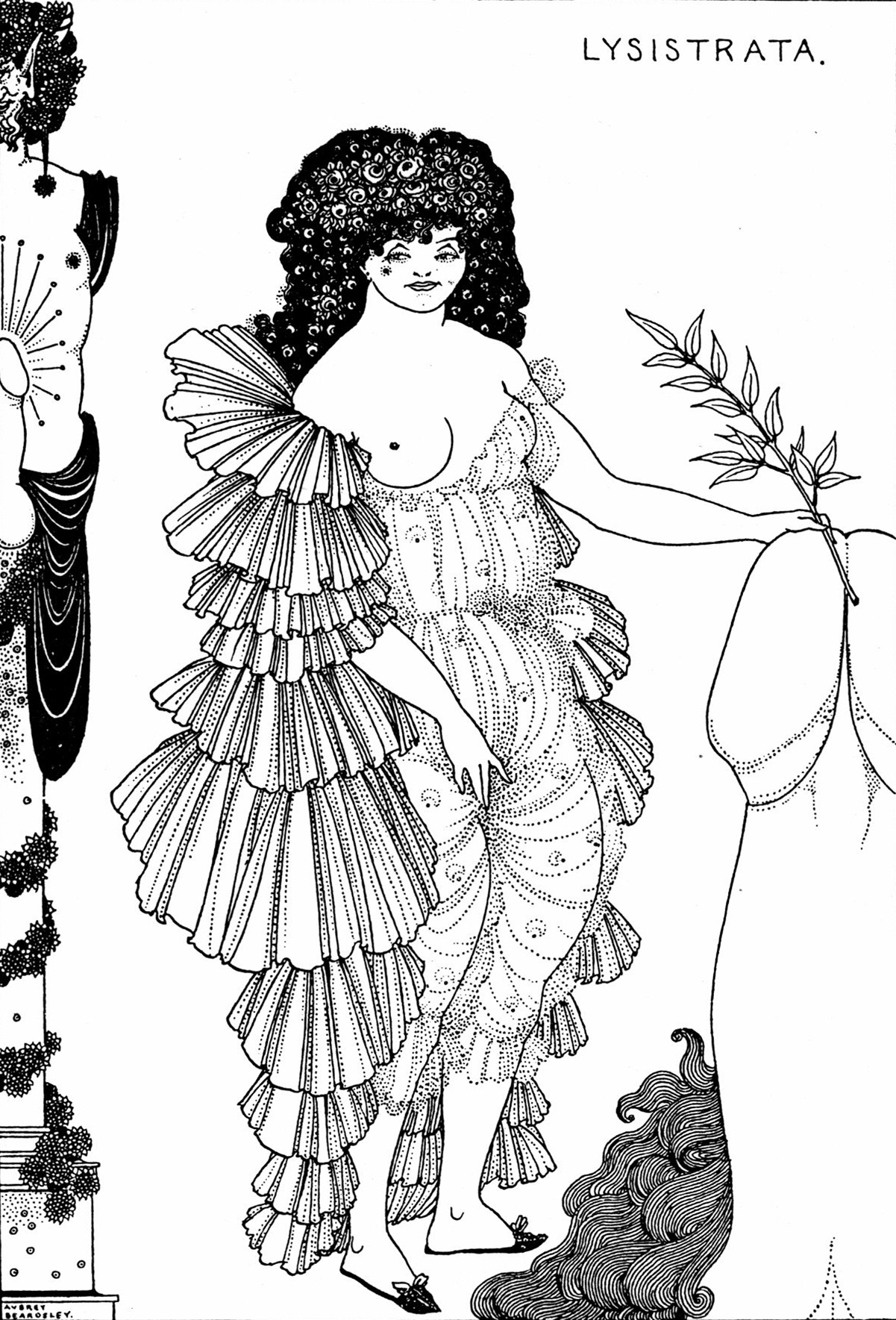
رسم توضيحي لليسستراتي من مسرحية أريستوفان قام به أوبري بيردزلي عام (1896).

مثل المأساة، نشأت الكوميديا من طقوس تكريمية لديونيسوس، ولكن في هذه الحالة كانت المسرحيات مليئة بالفحش السافر والإساءة والإهانة. في أثينا، أصبحت الكوميديا جزءًا رسميًا من احتفال المهرجان في عام 486 قبل الميلاد، وتم تقديم الجوائز لأفضل إنتاج. كما هو الحال مع التراجيديين، لا تزال بعض الأعمال المتبقية من الكتاب الكوميديين العظماء. تعود الأعمال الوحيدة الباقية من الكوميديا الكلاسيكية أحد عشر مسرحية كتبها المسرحي أريستوفانيس. تعتبر هذه كنز دفين من العرض الهزلي. سخر من الجميع ومن كل مؤسسة. كان يسخر في مسرحية الطيور الديمقراطية الأثينية. هاجم في مسرحية السحب الفيلسوف سقراط. أدان في مسرحية ليسستراتي الحرب. وقد أشاد أرسطوفان بشدة بمهاراته الدرامية والفنية. وصفه جون لومبيري في المكتبة الكلاسيكية (قاموس كلاسيكي يحتوي على جميع الأسماء الصحيحة المذكورة في المؤلفات القديمة)، ببساطة «أعظم كاتب مسرحي كوميدي في الأدب العالمي، يبدو بجانبه موليير مملًا وشكسبير مهرجًا.» على الرغم من ذلك، من بين جميع مسرحيات أريستوفان، نالت مسرحية الضفادع أكبر قدرٍ من الشهرة، التي تسخر وتخلد في الوقت نفسه عملاقين من عمالقة المأساة الأثينية: إسخيليوس ويوربيديس. عندما تم عرضها لأول مرة في مهرجان لينايا في عام 405 قبل الميلاد، بعد عام واحد فقط من وفاة يوربيديس، ومنحها الأثينيون الجائزة الأولى. كانت المسرحية اليونانية الوحيدة التي تم تقديمها في عرضٍ ثانٍ على الإطلاق، والذي حدث بعد شهرين في مدينة ديونيسيا. حتى اليوم، ما زالت الضفادع تجذب الجماهير الحديثة. تم إجراء محاكاة موسيقية حديثة ناجحة من الناحية التجارية في برودواي في عام 2004.
كان النوع الدرامي الثالث مسرحيات الساتير. على الرغم من أن هذا النوع كان رائجًا، إلا أن هناك مثالًا واحدًا كاملاً على مسرحية «ساتير»: سايكلوب ليوربيديس. تم استعادة أجزاء كبيرة من مسرحية ساتير ثانية، الباحثون لسوفوكليس، من موقع أوكسيرينخوس في مصر بين برديات أوكسيرينخوس.

### علم التأريخ

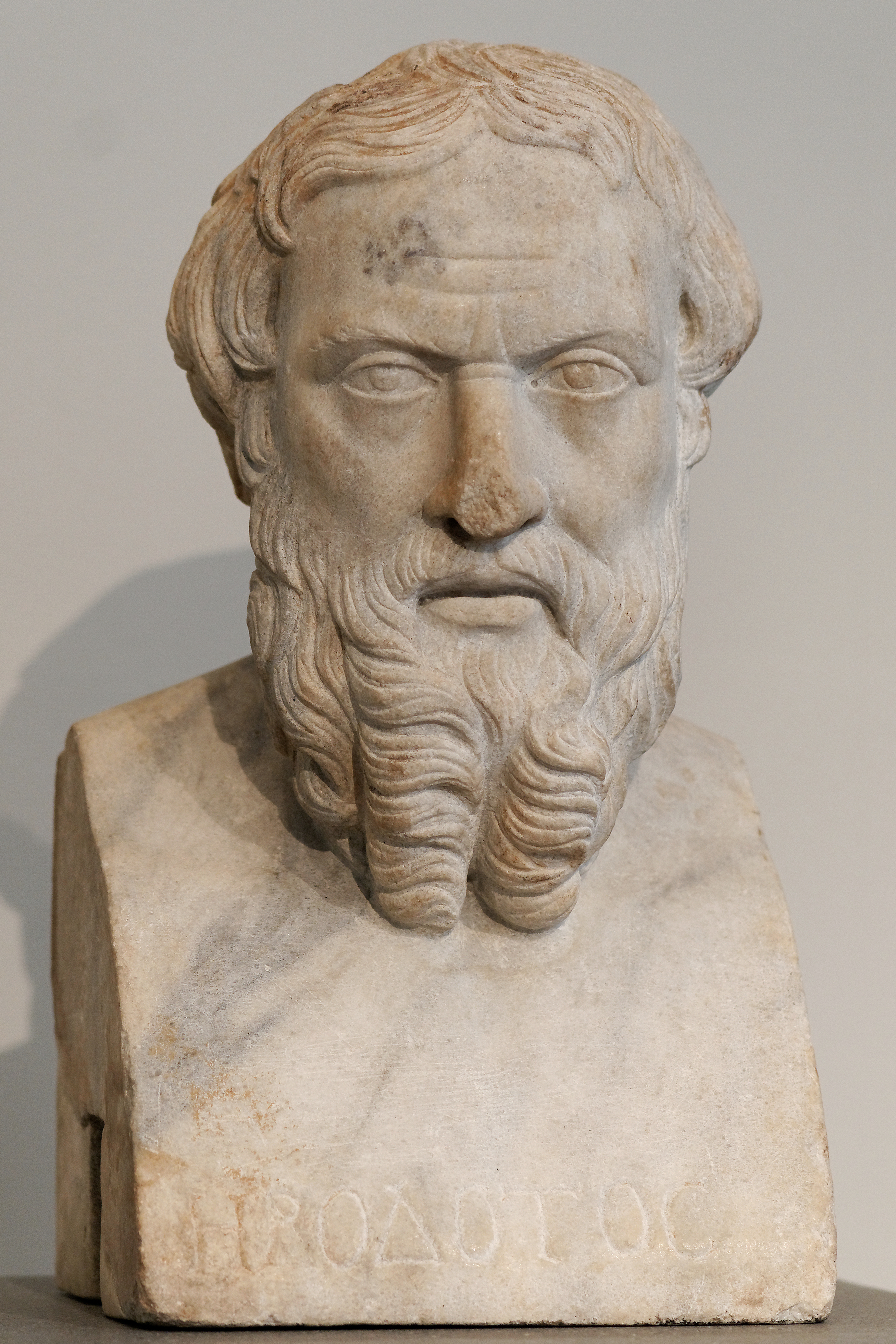
نسخة رومانية من القرن الثاني الميلادي لتمثال يوناني لهيرودوت من النصف الأول من القرن الرابع قبل الميلاد.

عاش اثنان من المؤرخين البارزين خلال العصر الكلاسيكي، وهما هيرودوت من هاليكارناسوس وثوسيديديس. يُعرف هيرودوت عادةً «بأبي التاريخ». يعتبر كتابه التاريخ من بين أقدم الأعمال الأدبية النثرية في الوجود. تأثر كتاب ثوسيديديس تاريخ الحرب البيلوبونيسية بشكل كبير بكتاب هيرودوتس وكذلك المؤرخون اللاحقون، بما في ذلك مؤلف سفر أعمال الرسل ومؤرخ العهد البيزنطي بروكوبيوس القيسراني.
بدأ كسينوفون من أثينا، كمؤرخ ثالث لليونان القديمة، كتابه هيلينيكا من حيث أنهى ثوسيديديس عمله حوالي 411 قبل الميلاد ونقل تاريخه إلى 362 قبل الميلاد. يعد كتاب الأناباسيس أشهر أعمال، وهو سرد مفصل ومباشر لمشاركته في جيش المرتزقة اليوناني الذي حاول مساعدة الفارسي كورش الأصغر على طرد أخيه من العرش. كتب كسينوفون أيضًا ثلاثة أعمال في مدح الفيلسوف سقراط: اعتذار سقراط إلى لجنة التحكيم والمأدبة والمذكرات. على الرغم من أن كل من كسينوفون وأفلاطون كانا على علم بسقراط، إلا أن حساباتهما مختلفة تمامًا. وقد أجريت العديد من المقارنات بين حساب المؤرخ العسكري وحساب الشاعر الفيلسوف.

### الفلسفة
عاش العديد من الفلاسفة المهمين والمؤثرين خلال القرنين الخامس والرابع قبل الميلاد. من بين أوائل الفلاسفة اليونانيين كان هناك من يسمون بـ «فلاسفة الميليسية» الثلاثة: طاليس ميليتس وأناكسيماندر وأناكسيمينيس. ومن بين كتابات الفلاسفة هذه، لم يبقَ سوى قطعة واحدة فقط لأناكسيماندر، حفظها سمپليكيوس من قيليقية.
لا يُعرف إلا القليل جدًا عن حياة الفيلسوف فيثاغورس من ساموس، ولا توجد أي كتابات له قد نجت حتى يومنا هذا، ولكن عُثر على مجموعة مؤثرة من الكتابات الشعرية التي كتبها تلميذه إيمبيدوكليس من آغريغنتوم، مما يجعل إيمبيدوكليس واحداً من أكثر الفلاسفة انتشارًا في فترة ما قبل سقراط. كما نجا عدد كبير من الأعمال التي كتبها الفلاسفة هيراقليطس من أفسس  وديمقريطس من أبديرة.
من بين جميع الفلاسفة الكلاسيكيين، فإن سقراط وأفلاطون وأرسطو يعتبرون عمومًا الأكثر أهمية وتأثيرًا. لم يقم «سقراط» بكتابة أي كتاب بنفسه، وناقش العلماء الحديثون ما إذا كان تصوير أفلاطون له دقيقًا أم لا. يؤكد بعض العلماء أن العديد من أفكاره، أو على الأقل التقدير التقريبي المبهم لأفكاره، تم التعبير عنها في الحوار السقراطي لأفلاطون. في غضون ذلك، جادل باحثون آخرون بأن تصوير أفلاطون لسقراط هو مجرد تمثيل خيالي يهدف إلى شرح آراء أفلاطون الخاصة التي لا علاقة لها بالشخصية التاريخية التي تحمل الاسم نفسه. يمثل الجدل حول مدى تصوير أفلاطون لسقراط أفكار سقراط الحقيقية المعروفة باسم مسألة سقراط.

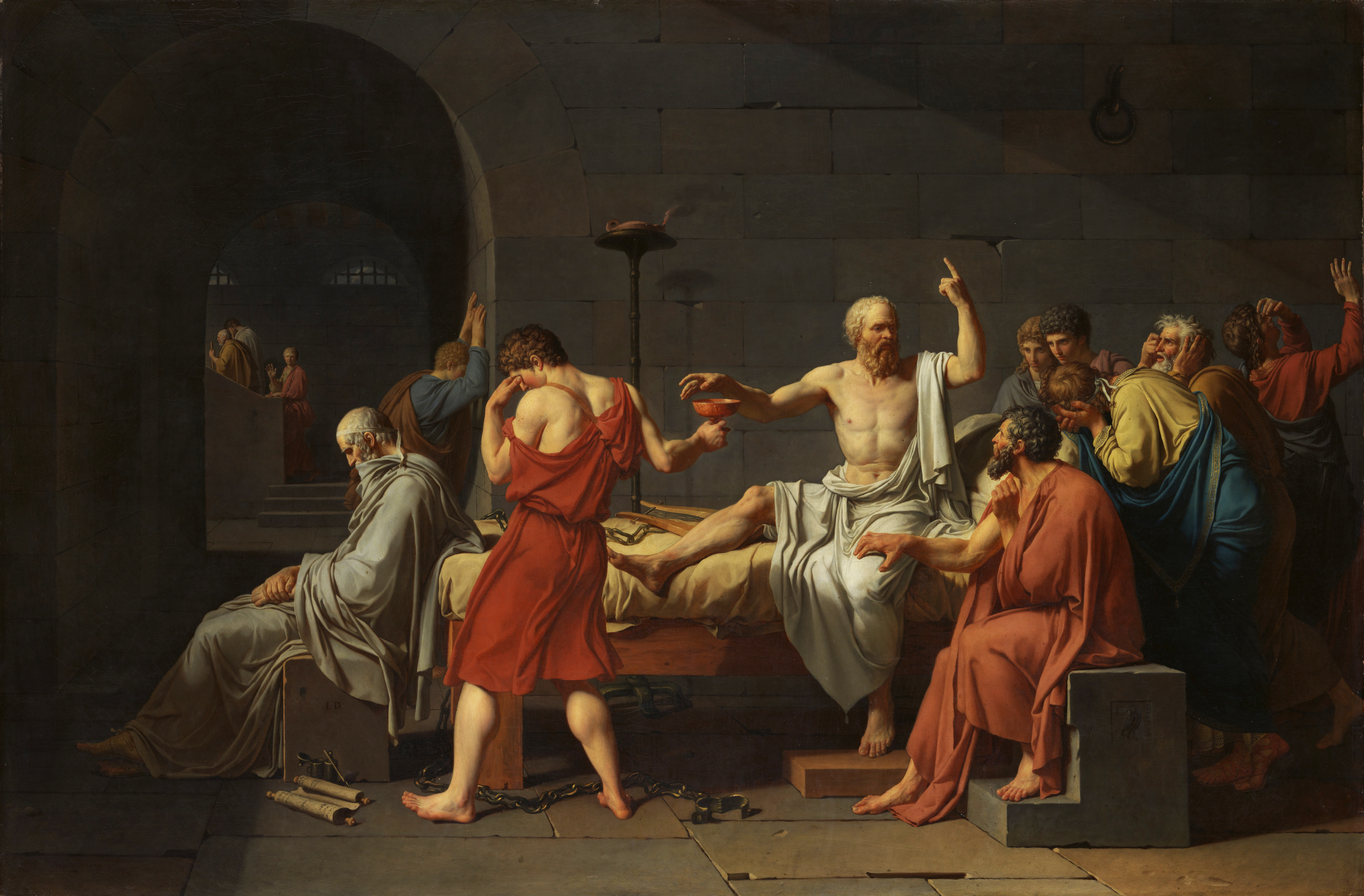
لوحة موت سقراط للفنان جاك لوي دافيد (1787).

أعرب أفلاطون عن أفكاره من خلال الحوارات، أي الأعمال المكتوبة التي تهدف إلى وصف المحادثات بين الأفراد المختلفين. بعض من أشهرها ما يلي: دفاع سقراط، وهو سجل مزعوم للخطاب الذي قدمه سقراط في محاكمته؛ وفايدو، وهي وصف للمحادثة الأخيرة بين سقراط وتلاميذه قبل إعدامه؛ والندوة، وهي حوار حول طبيعة الحب؛ والجمهورية، التي تعتبر على نطاق واسع أكثر أعمل أفلاطون أهمية، وهي حوار طويل يصف الحكومة المثالية.
يعتبر أرسطو من اسطاغيرا على نطاق واسع واحدًا من أهم المفكرين والفلاسفة وأكثرهم تأثيرًا في كل العصور. تقول الجملة الأولى من كتابه الميتافيزيقيا: «كل الرجال بطبيعتهم يرغبون في المعرفة». ولذلك، فقد أطلق عليه اسم «أبو المعرفة». أشار تابعه في العصور الوسطى توما الأكويني إليه ببساطة باسم «الفيلسوف». كان أرسطو طالبًا في أكاديمية أفلاطون، ومثل معلمه، كتب حوارات أو محادثات. ومع ذلك، لا يوجد أي منها اليوم. تمثل الكتابات التي ظهرت حتى الوقت الحاضر ربما محاضرات ألقاها في مدرسته الخاصة في أثينا، في ليقيون. حتى من هذه الكتب، فإن جُلّ اهتماماته واضحة: لقد استكشف مسائل أخرى غير تلك التي تعتبر اليوم فلسفية. تغطي الأطروحات الموجودة المنطق والعلوم الفيزيائية والبيولوجية والأخلاق والسياسة والحكومة الدستورية. من بين أبرز أعمال أرسطو: السياسة والأخلاق النيقوماخية وفن الشعر والروح والخطابة.

## العصر الهلنستي

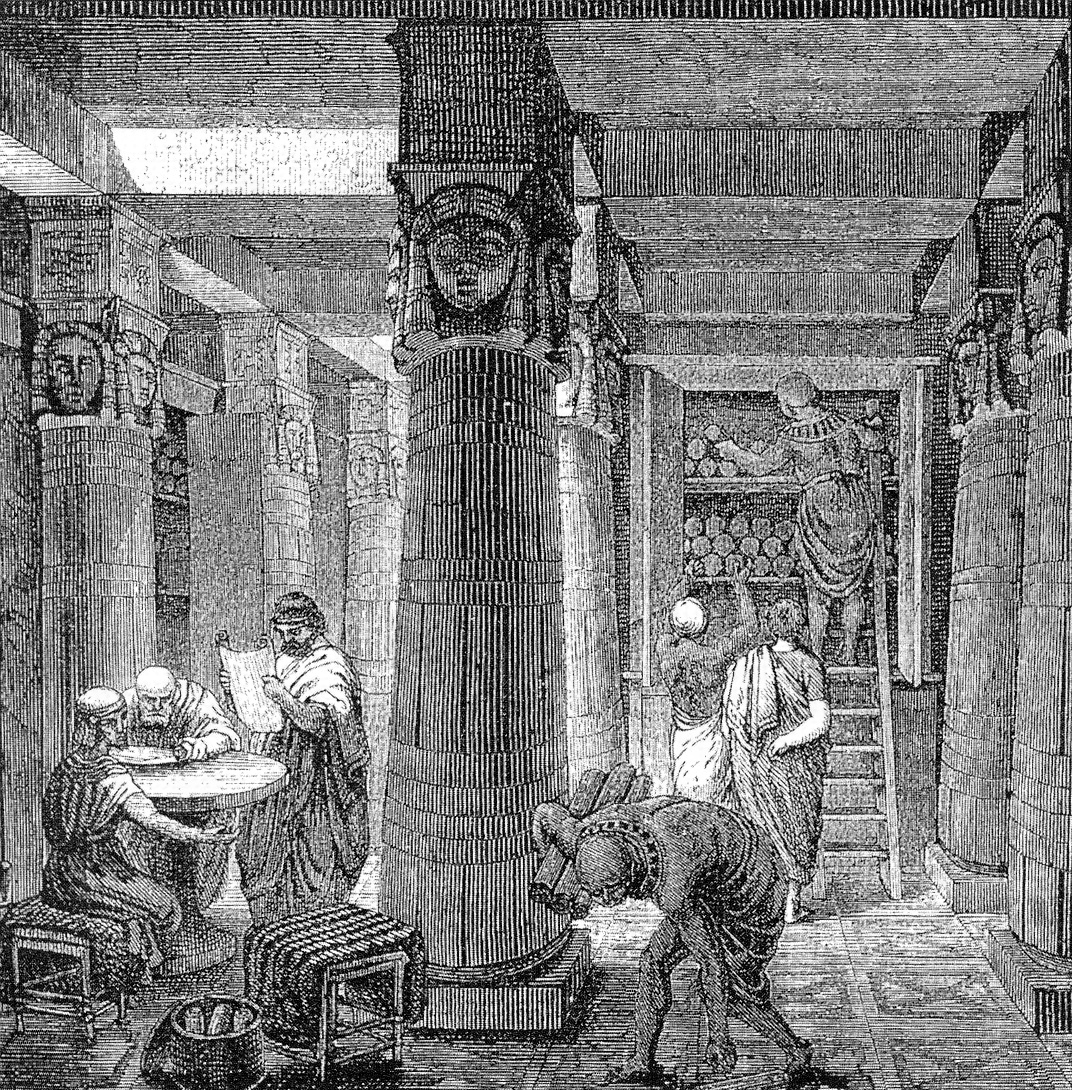
نقش تخيلي من القرن التاسع عشر لمكتبة الإسكندرية القديمة

قام فيليب الثاني المقدوني بتوحيد جميع الدول المدن اليونانية باستثناء سبارتا من قبل بحلول عام 338 قبل الميلاد. وسع ابن فيلب الإسكندر الأكبر غزوات والده إلى حد كبير. فقدت أثينا مكانتها البارزة كقائدة للثقافة اليونانية، وتم استبدالها مؤقتًا بالإسكندرية في مصر.
أصبحت مدينة الإسكندرية في شمال مصر، منذ القرن الثالث قبل الميلاد، المركز البارز للثقافة اليونانية. وسرعان ما اجتذبت عددًا كبيرًا من السكان اليهود، مما جعلها أكبر مركز للمنح الدراسية اليهودية في العالم القديم. بالإضافة إلى ذلك، أصبحت في وقت لاحق نقطة محورية رئيسية لتطوير الفكر المسيحي. أسس بطليموس الأول متحفاً، أو مزاراً مقدساً لآلهة الإلهام، والذي شمل مكتبة ومدرسة. وكانت هذه المؤسسة من البداية مقصودة كمدرسة دولية كبيرة ومكتبة. تحتوي المكتبة على أكثر من نصف مليون مجلد، كانت في الغالب باللغة اليونانية. كان المقصود أن تكون بمثابة مستودع لكل عمل من الأعمال الأدبية اليونانية الكلاسيكية التي يمكن العثور عليها.

### الشعر

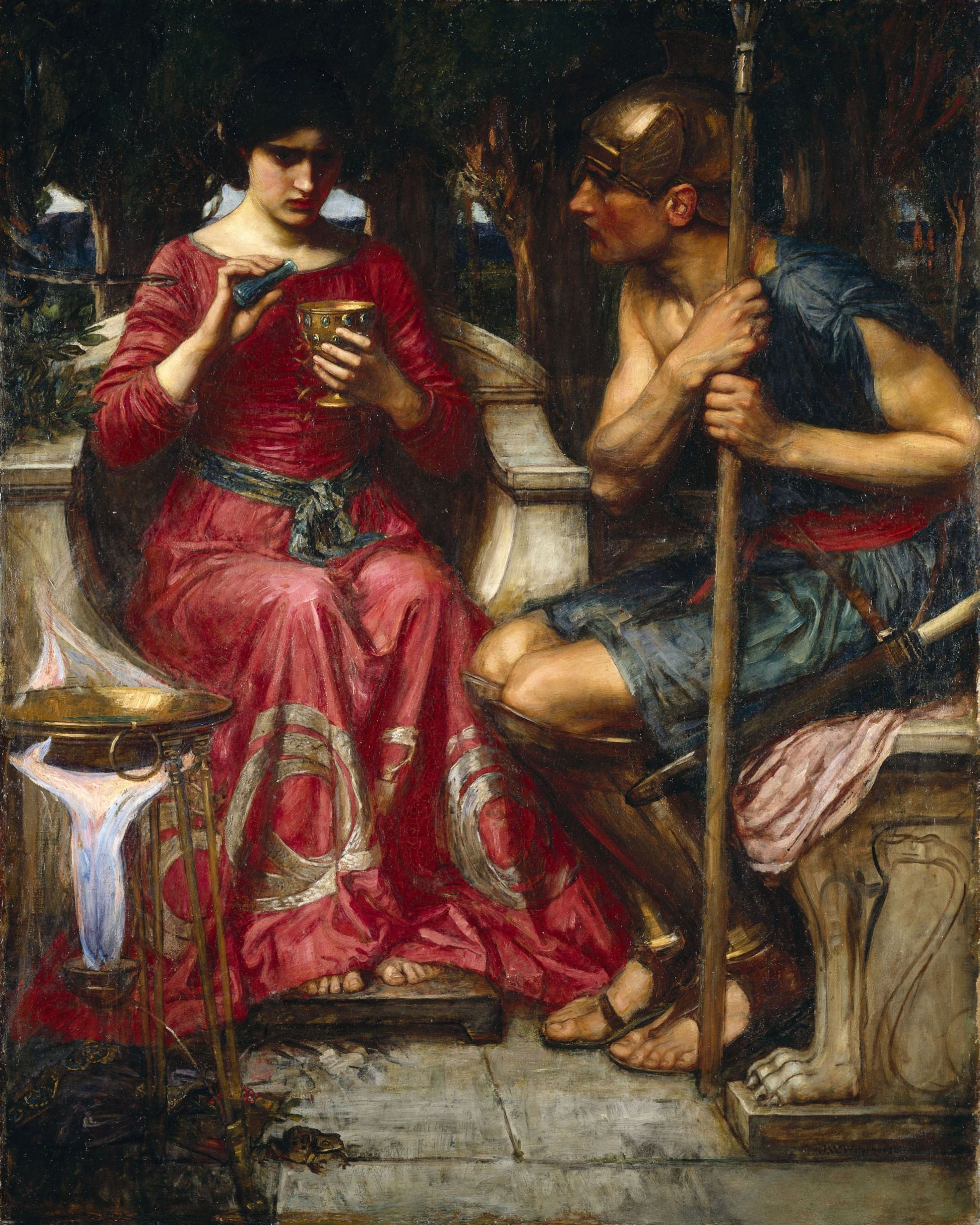
لوحة لجون ويليام ووترهاوس تصور مشهدًا من ملحمة الأرغونوتيكا لأبولونيوس الرودسي.

طُور هذا النوع من الشعر الرعوي لأول مرة على يد الشاعر ثيوقريطس. كتب الروماني فيرجيل كتابه المختارات بهذا النوع. ألف كاليماخوس، وهو باحث في مكتبة الإسكندرية، Aetia («الأسباب»)، وهي قصيدة طويلة مكتوبة في أربعة مجلدات من المقاطع الشعرية المؤلفة من بيتين تصف الأصول الأسطورية للعادات والمهرجانات والأسماء الغامضة والتي ربما كتبها خلال عدة مراحل على مدار سنوات عديدة في القرن الثالث قبل الميلاد. فُقدت قصيدة الأسباب خلال العصور الوسطى، ولكن، على مدار القرن العشرين، تم استرجاع جزء كبير منها بسبب الاكتشافات الجديدة للبرديات القديمة. في البداية، وصفها العلماء بأنها «من الدرجة الثانية»، حيث أظهرت قيمة علمية عظيمة، لكنها افتقرت إلى «الفن» الحقيقي. على مدار القرن، تحسن تقييم العلماء لها بشكل كبير، ويراها العديد من العلماء الآن في ضوء أكثر إيجابية. كما كتب كاليماخوس قصائد قصيرة للمناسبات الخاصة وعلى الأقل ملحمة قصيرة واحدة بعنوان الأيبيس (وهو طائر له عادات قذرة)، والتي كانت موجهة ضد تلميذه السابق أبولونيوس. كما قام بتجميع مقالة نثرية بعنوان بيناكس («طاولات»)، قام فيها بتصنيف جميع الأعمال الرئيسية في مكتبة الإسكندرية.
اشتهر الشاعر الإسكندري أبولونيوس الرودسي بقصيدته الملحمية الأرغونوتيكا، التي تروي مغامرات جاسون ورفاقه بحارو الأرجو في سعيهم لاستعادة الصوف الذهبي من أرض كولخيس. كتب الشاعر أراتوس قصيدة الظواهر سداسية التفعيلة، وهي ترجمة شاعرية لدراسة إيودوكسوس من كنيدوس للنجوم كتبها في القرن الرابع قبل الميلاد.

### الدراما

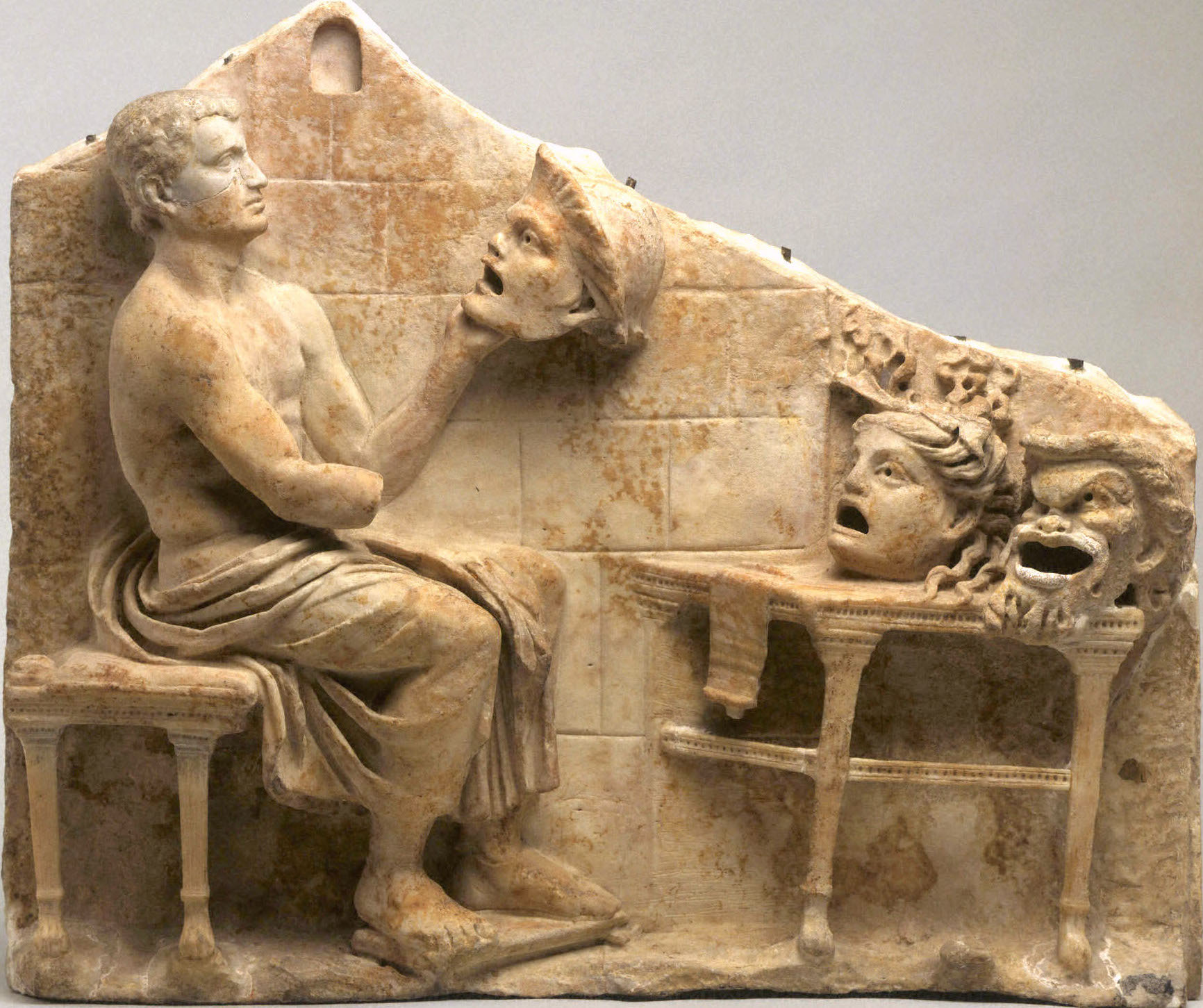
نحت بارز يعود للجمهورية أو الإمبراطورية الرومانية يصور ميناندر جالسًا حاملًا أقنعة الكوميديا الجديدة (القرن الأول قبل الميلاد - أوائل القرن الأول الميلادي) في متحف جامعة برينستون للفنون.

خلال الفترة الهلنستية، تم استبدال الكوميديا القديمة للعصر الكلاسيكي بكوميديا جديدة. كان الكاتب الأكثر شهرة في الكوميديا الجديدة هو الكاتب المسرحي الأثيني ميناندر. لم تبقَ أي من مسرحيات «ميناندر» حتى يومنا هذا في شكلها الكامل، لكن مسرحية الرجل سيئ المزاج الوحيدة التي نجت حتى يومنا هذا بشكل شبه كامل. كما نجت أجزاء كبيرة من مسرحية أخرى بعنوان فتاة من ساموس.

### علم التأريخ
ولد المؤرخ تيماوس في صقلية ولكنه قضى معظم حياته في أثينا. يعتبر عمله في التاريخ، على الرغم من فقدانه، مهمًا بسبب تأثيره على بوليبيوس. غطى تاريخ صقلية وإيطاليا في 38 كتابًا حتى عام 264 قبل الميلاد، حيث يبدأ بوليبيوس عمله. كتب تيماوس أيضًا أولمبيونيكاي، وهي دراسة كرونولوجية قيّمة لدورة الألعاب الأولمبية.

### العلوم والرياضيات

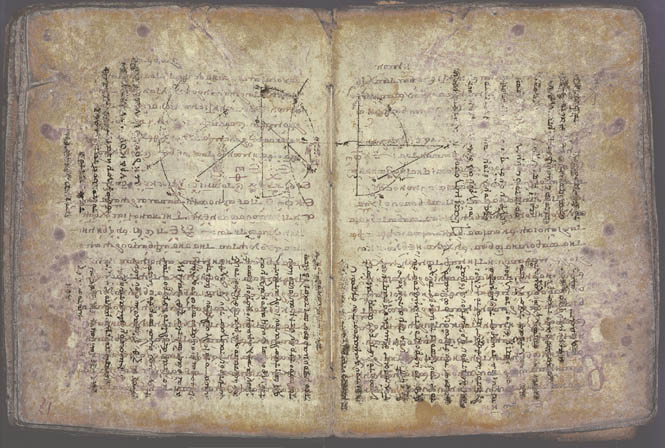
في عام 1906، كشف لوح أرخميدس (رق أثرى استعمل للكتابة مرة ثانية بعد محو الكتابة الأصلية) عن أعمال أرخميدس التي كان يعتقد في السابق أنها ضاعت.

كتب إراتوستينس من الإسكندرية (حوالي 276 ق.م. - 195/194 ق.م) عن علم الفلك والجغرافيا، لكن أعماله معروفة بشكل رئيسي من ملخصات لاحقة. يعود له الفضل في كونه أول شخص يقيس محيط الأرض. حُفظ الكثير مما كتبه الرياضيون اقليدس وأرخميدس. يشتهر إقليدس بكتابه الأصول، والذي استخلص الكثير مما يحتويه إيودوكسوس من كنيدوس. إنّ الأصول أطروحة عن الهندسة، وقد مارست نفوذًا مستمرًا على الرياضيات. ظهرت العديد من أطروحات أرخميدس في وقتنا الحاضر. من بينها قياسات الدائرة، التي عمل فيها على قيمة ط، ومنهاج النظريات الميكانيكية ضمن عمله في الميكانيكا وعداد الرمل وقانون الطفو. تجري حاليًا دراسة مخطوطة من أعماله.

### الأدب النثري الخيالي
نجا القليل جدًا من الروايات النثرية من العصر الهلنستي. ربما كتب أريستيدس من ميليتوس القصص الميليزية (الروايات الغرامية) خلال القرن الثاني قبل الميلاد. لم تنجُ القصص الميليزية حتى يومنا هذا في شكلها الكامل، ولكن العديد من الإشارات إليها قد عٌثر عليها. أنشأ الكتاب نوعًا جديدًا تمامًا مما يُسمى «القصص الميليزية»، التي يعتبر من بينها الحمار الذهبي للكاتب الروماني اللاحق أبوليوس مثالًا رائعًا.
كتبت الروايات الإغريقية القديمة شيارياس وكاليرهو للكاتب شاريتون، ورواية ميتيوخوس وبارثينوب على حد سواء خلال أواخر القرن الأول قبل الميلاد أو أوائل القرن الأول الميلادي، خلال الجزء الأخير من الحقبة الهلينستية. تكشف عدة أجزاء من حكاية لوليانوس الفينيقية عن وجود نوع من الرواية الشطارية اليونانية القديمة.

## العصر الروماني
في حين أن الانتقال من الدولة المدينة إلى الإمبراطورية أثر على الفلسفة بشكلٍ كبير، حيث تحول التركيز من النظرية السياسية إلى الأخلاقيات الشخصية، استمرت الحروف اليونانية في الازدهار تحت حكم الخلفاء (خاصة البطالمة) وتحت الحكم الروماني. نظر الرومان من الميل الأدبي أو الخطابي إلى نماذج يونانية، واستمرت قراءة الأدب اليوناني بجميع أنواعه وإنتاجه من قبل الناطقين الأصليين للغة اليونانية، ثم المؤلفين الرومان فيما بعد. ومن السمات البارزة لهذه الفترة التوسع في النقد الأدبي كأسلوب أدبي، لا سيما على النحو المتمثل في ديميتريوس وديونيسيوس لونجينوس وديونيسيوس من هاليكارناسوس. ينحدر العهد الجديد من هذه الفترة أيضًا، وقد كتبه مؤلفون مختلفون بلغات مختلفة من اليونانية العامية المختلطة،:208-209 ومن أهم الأعمال هي الأناجيل ورسائل القديس بولس.:208-213

### الشعر الغنائي

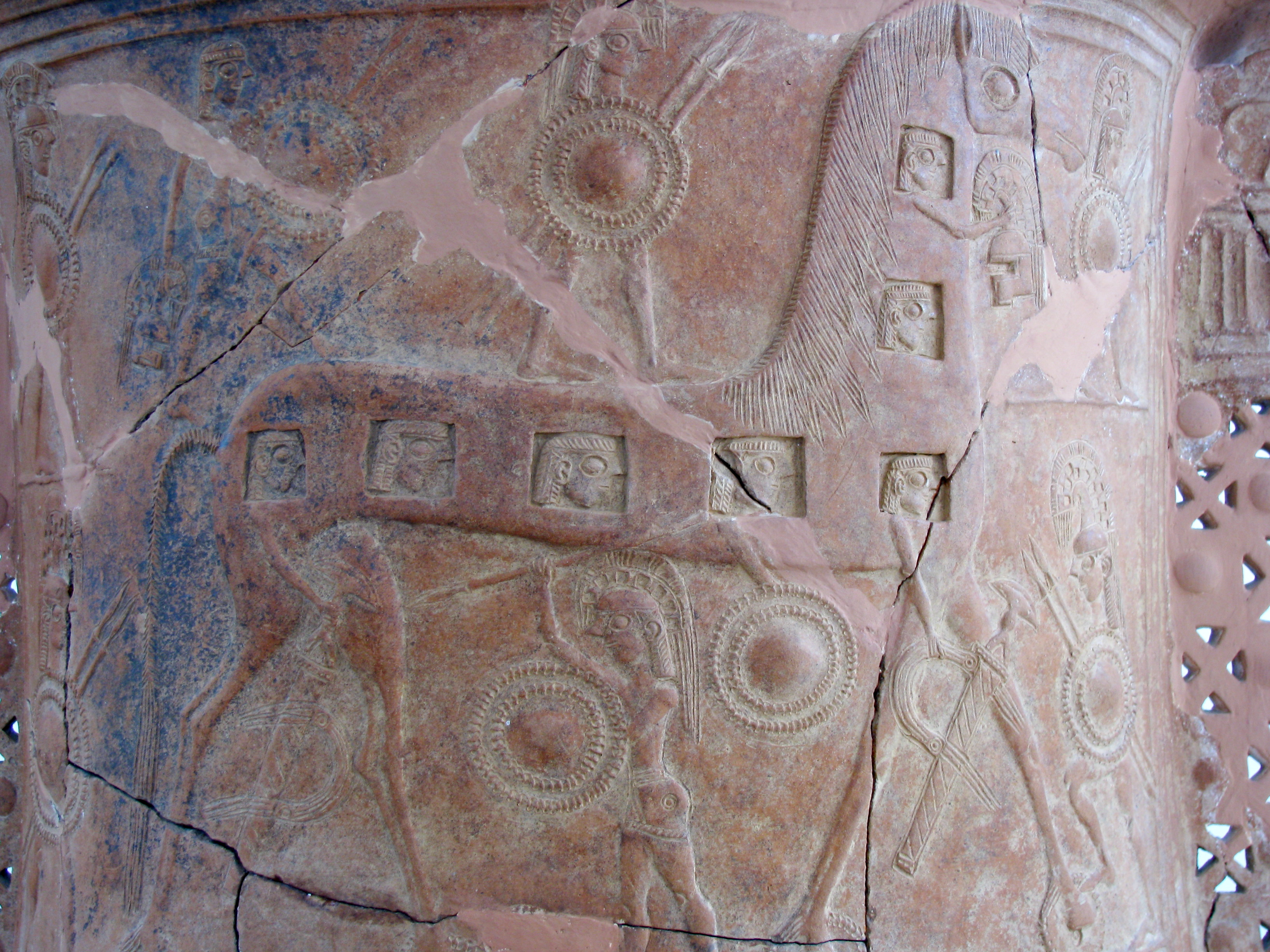
مزهرية ميكونوس، واحدة من أقدم الصور الباقية لأسطورة حصان طروادة، أسطورة موصوفة بعمق في ملحمة بوستهومريكا للشاعر كوينتوس من سميرنا.

عاش الشاعر كوينتوس من سميرنا على الأرجح في أواخر القرن الرابع بعد الميلاد، الذي كتب بوستهومريكا، وهي قصيدة ملحمية تروي قصة سقوط طروادة، ابتداءً من حيث انتهت الإلياذة.
كتب الشاعر نونوس‌ من أخميم ديونيسياكا، وهي أطول قصيدة ملحمية على قيد الحياة من العصور القديمة. كما كتب إعادة صياغة شعرية من إنجيل يوحنا. ربما عاش نونوس في وقت ما خلال أواخر القرن الرابع الميلادي أو أوائل القرن الخامس الميلادي.

### علم التأريخ

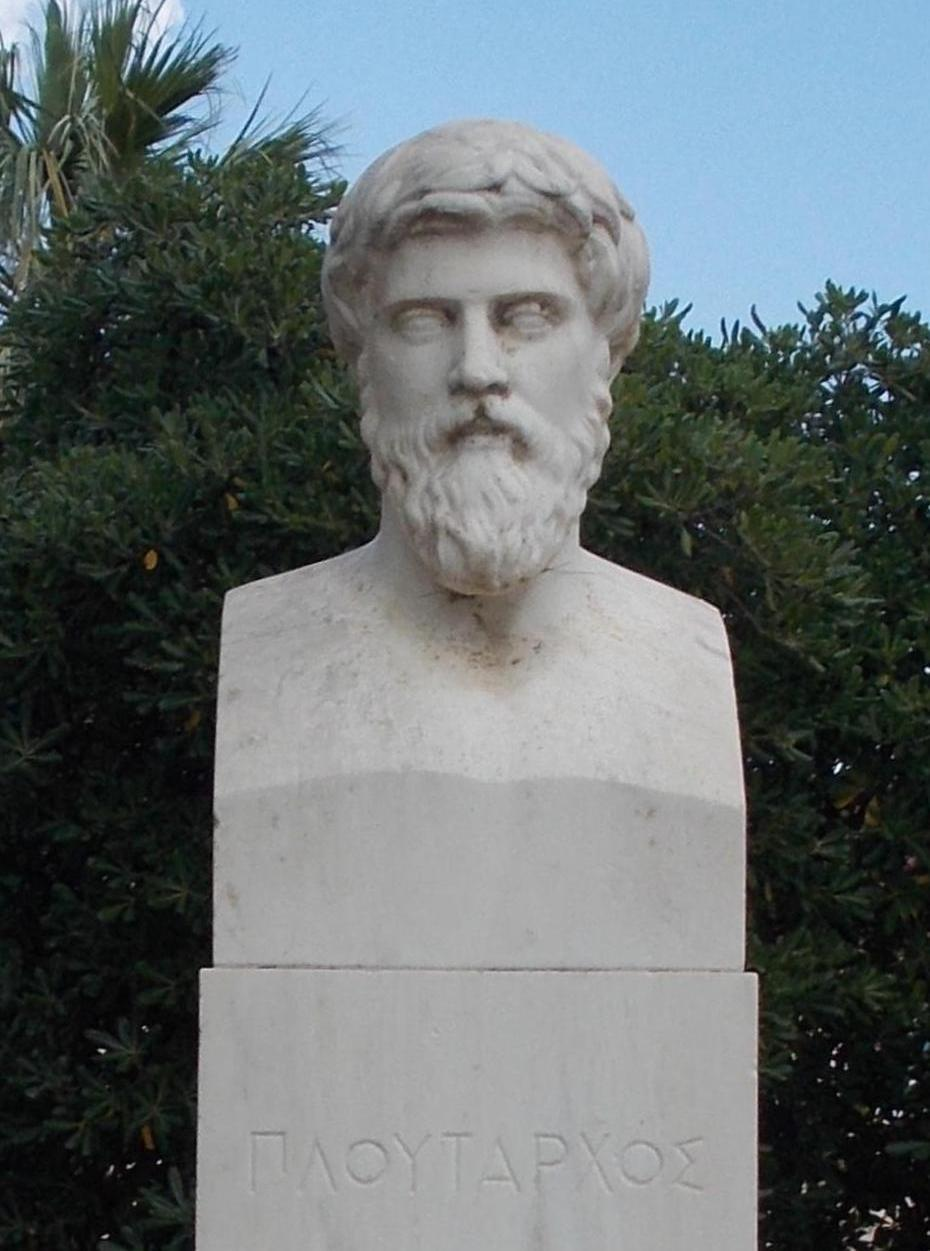
تمثال نصفي لبلوتارخ، أحد أشهر المؤرخين اليونانيين، من مسقط رأسه في خيرونيا.

ولد المؤرخ بوليبيوس حوالي عام 200 قبل الميلاد. تم إحضاره إلى روما كرهينة في عام 168. أصبح في روما صديقًا لسكيبيو إيميليانوس. على الأرجح أنه رافق الجنرال إلى إسبانيا وشمال إفريقيا في الحروب ضد قرطاج. كان مع سكيبيو في تدمير قرطاج في عام 146.
كان ديودور الصقلي مؤرخًا يونانيًا عاش في القرن الأول قبل الميلاد، في حوالي وقت يوليوس قيصر وأغسطس. كتب التاريخ العالمي في كتابه مكتبة التاريخ في نحو 40 كتابًا. تبقى منها الخمسة الأولى والحادي عشر حتى العشرين. يغطي الجزءان الأولان التاريخ عبر العصر الهلنستي المبكر. يأخذ الجزء الثالث القصة إلى بداية حروب قيصر في بلاد الغال (فرنسا الآن). عاش ديونيسيوس من هاليكارناسوس في أواخر القرن الأول قبل الميلاد. أرخ تاريخ روما من أصولها إلى الحرب البونيقية الأولى (264 إلى 241 قبل الميلاد) من وجهة نظر رومانية، ولكن يتم بحثها بعناية. كما كتب عددًا من المقالات الأخرى، بما في ذلك على التقليد، وتعليقات عن الخطباء القدماء'، وعلى ترتيب الكلمات.
عاش المؤرخان أبيان من الإسكندرية وآريانوس النيقوميدي كلاهما في القرن الثاني الميلادي. كتب أبيان عن روما وفتوحاتها، بينما يُعرف أريان بعمله في حملات الإسكندر الأكبر. خدم أريان في الجيش الروماني. لذا يركز كتابه بشكل كبير على الجوانب العسكرية لحياة الإسكندر. كتب أريان أيضًا أطروحة فلسفية أسماها الخطبة اللاذعة، مستندًا إلى تعاليم معلمه إبيكتيتوس.
أشهر المؤرخين اليونانيين إلى القراء الحديثين هو بلوتارخ من خيرونيا، الذي توفي حوالي عام 119 ميلادي. وقد تمت قراءة حياته الموازية لقادة يونانيين ورومانيين عظماء من قبل كل جيل منذ نشر العمل لأول مرة. أعماله الباقية على قيد الحياة هي الأخلاق، وهي مجموعة من المقالات حول الموضوعات الأخلاقية والدينية والسياسية والمادية والأدبية.
خلال فترات لاحقة، أصبحت «الكناشات»، التي تصف عادة الحكايات التاريخية، شائعة للغاية. تشمل الأمثلة الناجحة من هذا النوع الشعبي أعمال مثل كتاب الليالي الإغريقية لأولوس جيليوس، وكتاب أثينايوس من ناوكراتيس مائدة الحكماء، وكتب كلاوديوس إليانوس: حول طبيعة الحيوانات والتاريخ المتنوع.

### العلوم والرياضيات

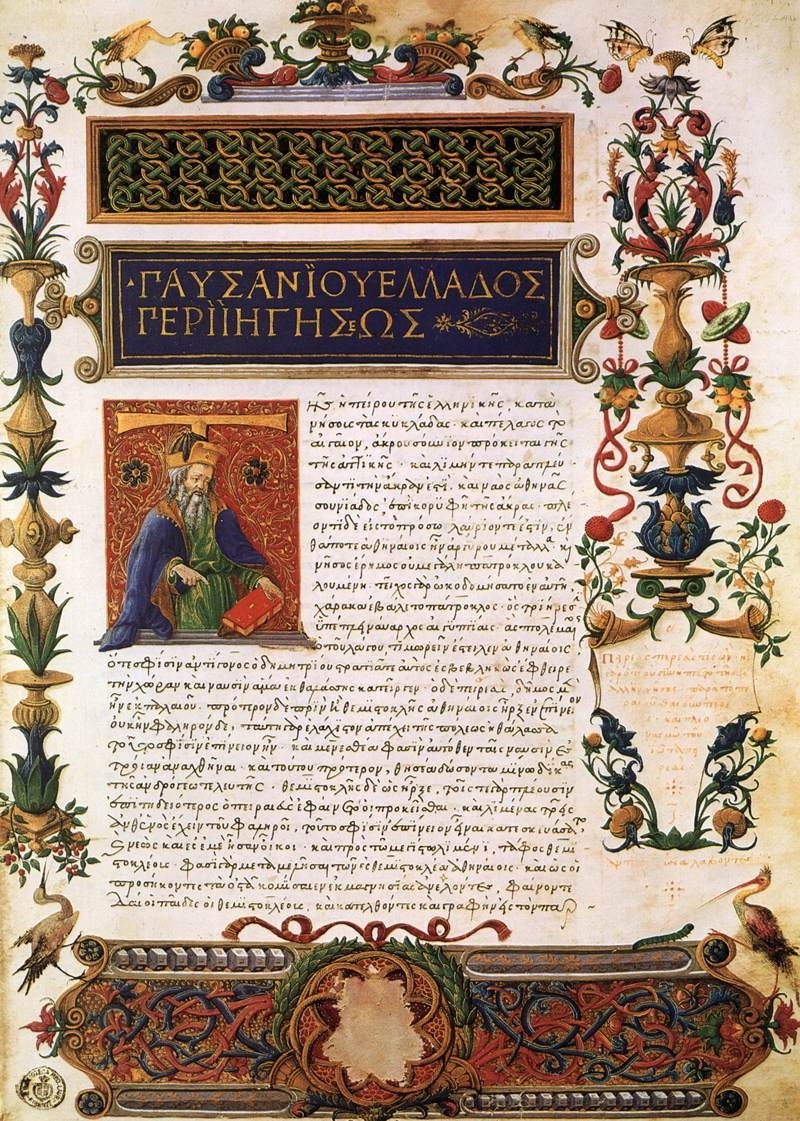
مخطوطة (1485)، وصف اليونان للجغرافي باوسانياس في مكتبة لورنازينا.

عاش الطبيب جالينوس خلال القرن الثاني الميلادي. كان طالبًا حريصًا على علم التشريح، وأثرت أعماله تأثيرًا قويًا على الطب خلال 1400 سنة تالية. كان سترابو، الذي توفي في حوالي 23 ميلادية، جغرافيًا ومؤرخًا. قد فقدت جميع لوحاته التاريخية الواقعة في 47 مجلدًا تقريبًا. ولا تزال رسوماته الجغرافية هي الكتاب القديم الوحيد الموجود الذي يغطي مجموعة كاملة من الناس والبلدان المعروفة لدى الإغريق والرومان خلال عهد أغسطس. كان باوسانياس، الذي عاش في القرن الثاني للميلاد، جغرافيًا أيضًا. كتابه وصف اليونان دليل سفر يصف الجغرافيا والتاريخ الأسطوري لليونان خلال القرن الثاني. يأخذ الكتاب شكل جولة في اليونان، تبدأ في أثينا وتنتهي في نافباكتوس.
كان عالم الفلك بطليموس أكثر علماء العصر الرومان تأثيرًا على الأجيال اللاحقة بلا شك. عاش في القرن الثاني الميلادي، على الرغم من أنه لا يُعرف الكثير عن حياته. أتت تحفته، التي تحمل في الأصل عنوان المجموعة الرياضية، إلى الحاضر تحت عنوان المجسطي، كما ترجمها علماء الفلك العرب بهذا اللقب. كان بطليموس هو من ابتكر وصفًا مفصلًا للكون يتمثل في نموذج مركزية الأرض، وقد هيمنت هذه الفكرة على التفكير الفلكي لأكثر من 1300 عام. استمرت النظرة البطليمية للكون إلى أن استبدلها كوبرنيكوس وغاليليو وكبلر وغيرهم من علماء الفلك الحديثين المبكرين بمركزية الشمس.

### الفلسفة

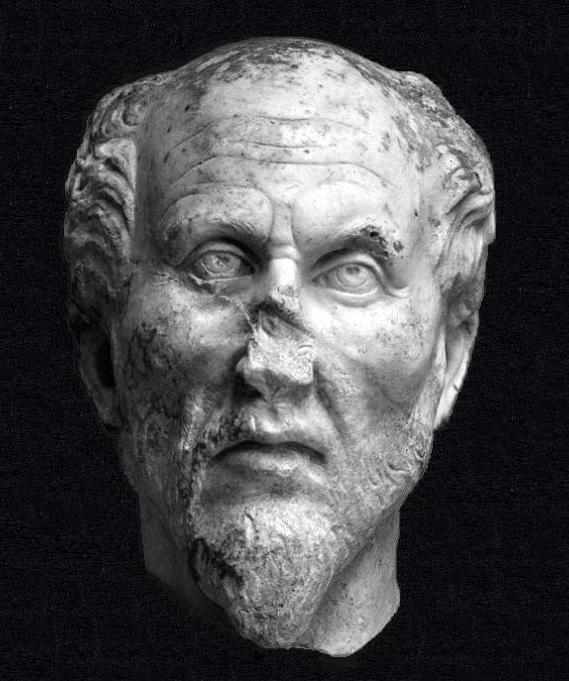
رأس أفلوطين، فيلسوف مهم من العصر الروماني.

كان ابكتيتوس (حوالي 55م - 135م) مرتبطًا بالفلسفة الأخلاقية للرواقيين. تم جمع تعاليمه من قبل تلميذه آريان في المحادثات والدليل المختصر.
كتب ديوجانس اللايرتي، الذي عاش في القرن الثالث الميلادي، سير مشاهير الفلاسفة ومذاهبهم وأقوالهم، وهي مجموعة ضخمة من السير الذاتية لكل الفلاسفة اليونانيين الذين عاشوا يومًا ما. لسوء الحظ، غالبًا ما يفشل ديوجانس اللايرتي في الاستشهاد بمصادره ويعتبر العديد من المؤرخين المعاصرين شهادته غير موثوقة. ومع ذلك، فإنه لا يزال المصدر الوحيد المتاح على حياة العديد من الفلاسفة اليونانيين في وقتٍ مبكر. ليس كتابه كليًا بلا جدوى؛ حيث أنه يحافظ على ثروة هائلة من المعلومات التي لولاها لم يكن من الممكن الحفاظ عليها. على سبيل المثال، إن سيرة أبيقور فيها معلومات عالية الجودة، وتحتوي على ثلاثة رسائل طويلة منسوبة إلى أبيقور نفسه، اثنان منها على الأقل متفق عليهما بشكل عام لتكونا حقيقيتين.
يوجد فيلسوف كبير آخر من هذه الفترة ألا وهو أفلوطين. حول فلسفة أفلاطون إلى مدرسة تسمى الأفلاطونية المحدثة. كان لتاسوعاته تأثير واسع النطاق على الفكر الأوروبي حتى القرن السابع عشر على الأقل. وتدور فلسفة أفلوطين بشكل أساسي حول مفاهيم النوص والنفس ووحدة الوجود.
بعد صعود المسيحية، كان العديد من أهم الفلاسفة مسيحيين. استخدم المدافع المسيحي جاستن مارتر في القرن الثاني، الذي كتب بشكل حصري باللغة اليونانية، الفلسفة اليونانية بشكل واسع، وخاصة الأفلاطونية. استخدم أوريجانوس الإسكندراني، مؤسس علم اللاهوت المسيحي، أيضًا أفكارًا مستفيضة من الفلسفة اليونانية وكان أيضًا قادرًا على مواجهة الفيلسوف الوثني سيلسوس في أطروحته الدفاعية كونترا سيلسوم.

### الأدب النثري الخيالي

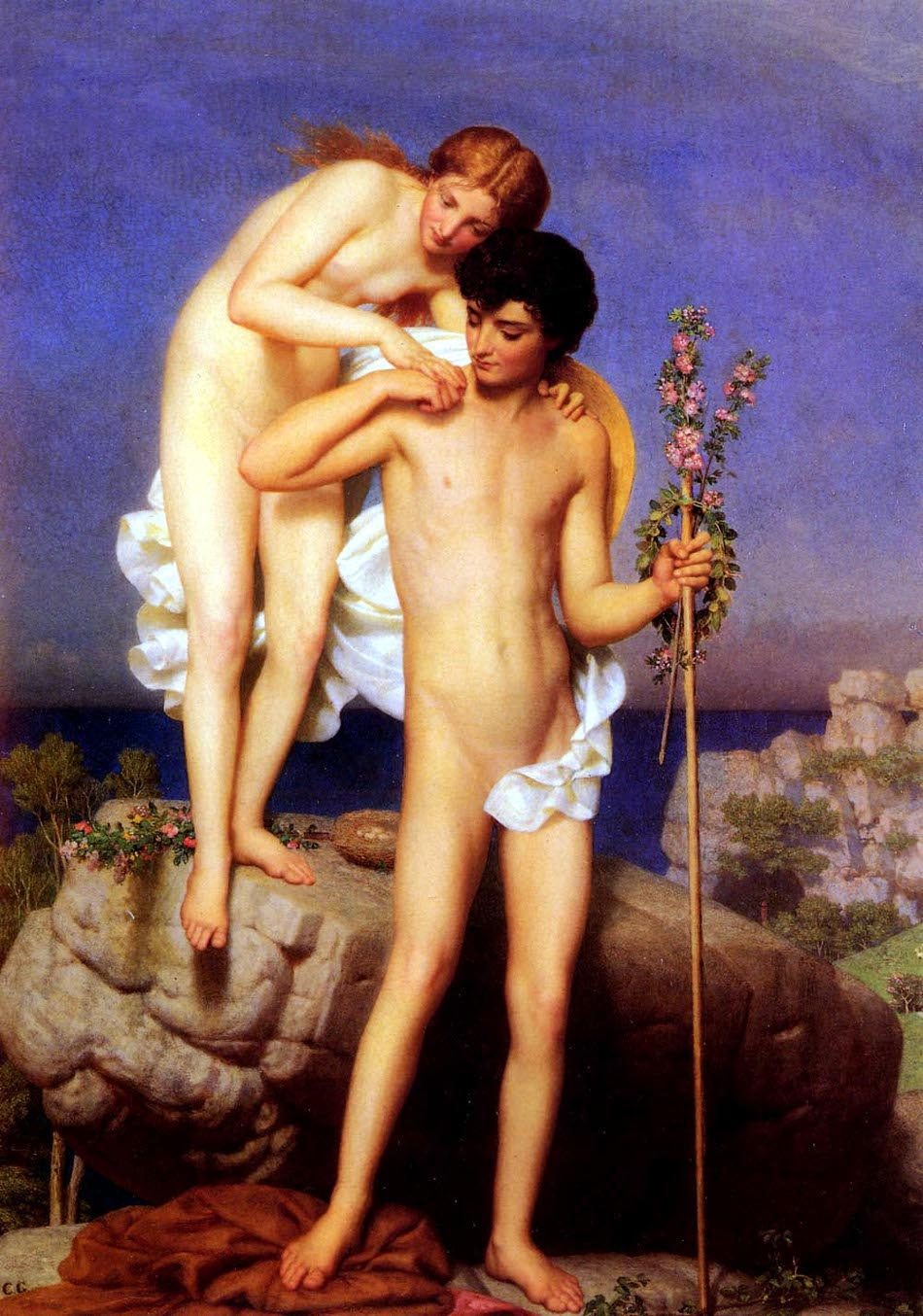
لوحة تعود إلى القرن التاسع عشر رسمها الرسام السويسري الفرنسي مارك غابرييل تشارلز غلير تصور مشهدًا من رواية دافنيس وكلوي.

كانت الفترة الرومانية هي الفترة التي تألّفت فيها غالبية الأعمال النادرة من الروايات النثرية اليونانية. تعود الروايات اليونانية القديمة ليوسيب وكليتوفون للكاتب أخيل تاتيوس ودافينس وكلوي للكاتب لونجيس ربما إلى أوائل القرن الثاني الميلادي. تعتبر دافينس وكلوي من أشهر الروايات الرومانسية اليونانية القديمة الخمسة الباقية، هي حكاية حنين لعاشقين يافعين كبرا في بيئة رعوية مثالية في جزيرة ليسبوس اليونانية. كتب انطونيوس ديوجينيس عجائب ما وراء ثول أيضًا في أوائل القرن الثاني الميلادي، على الرغم من أن العلماء غير متأكدين من تاريخها الدقيق. لم تبقَ عجائب ما وراء ثول في شكلها الكامل، ولكن نجت خلاصة مطولة جدًا كتبها فوتيوس القسطنطيني. كتب كسينوفون من أفسس الحكاية الأفسسية ربما في أواخر القرن الثاني الميلادي.

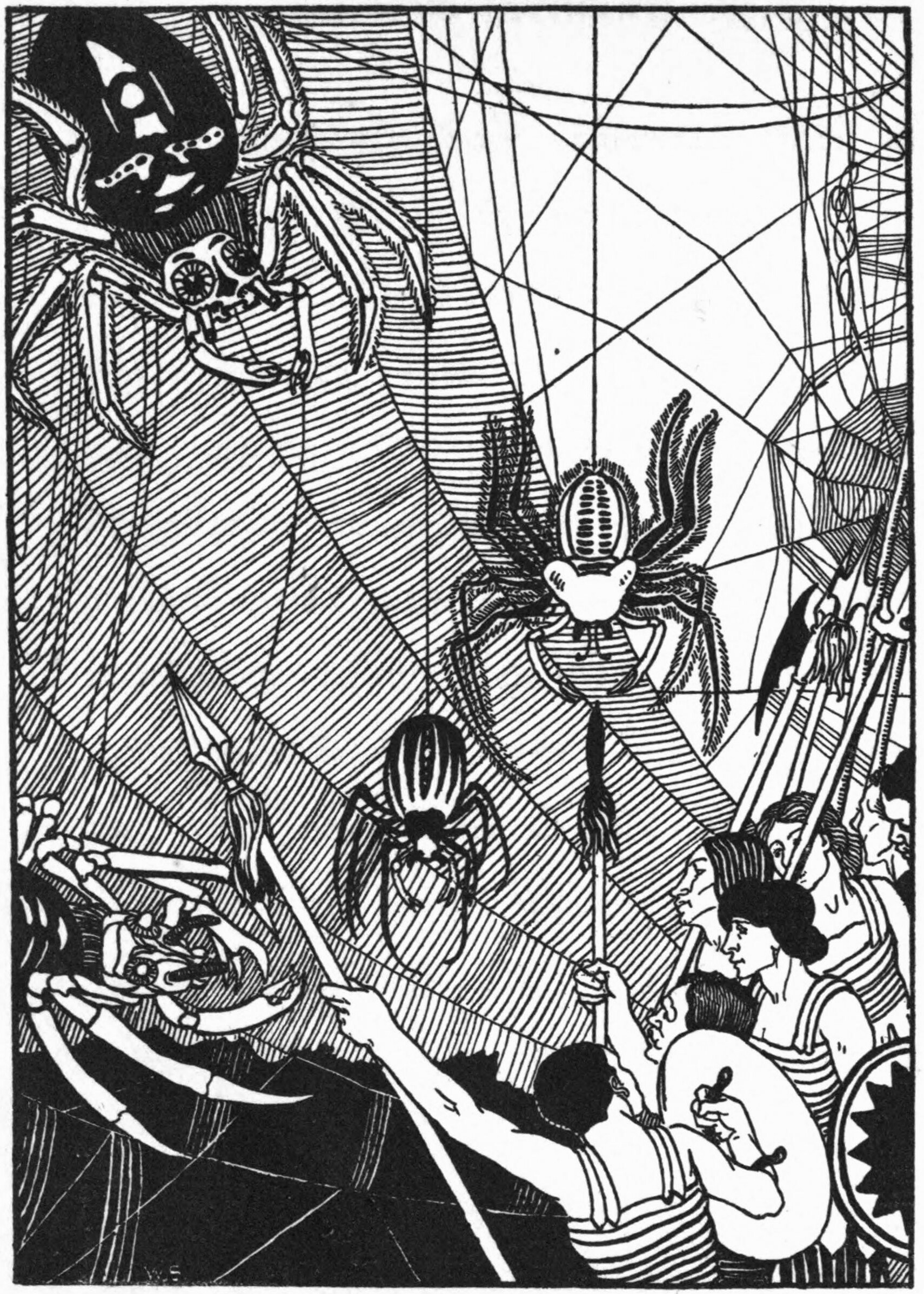
تصوير من عام 1894 للفنان أوبري ڤنسنت بيردزلي، يصور مشهد معركة من كتاب لوقيان السميساطي قصص حقيقية.

عاش الساخر لوقيان السميساطي خلال أواخر القرن الثاني الميلادي. كانت أعمال لوقيان شعبية بشكل لا يصدق خلال العصور القديمة. وقد نجا أكثر من ثمانين من الكتابات المختلفة المنسوبة إلى لوقيان حتى يومنا هذا. تقريبًا كل أعمال لوقيان مكتوبة باللهجة الأتيكية أحد لهجات اللغة اليونانية القديمة السائدة بين المتعلمين جيدًا في ذلك الوقت. لكن كتب كتابه الإلهة السورية بلهجة أيونيكية زائفة، متعمدًا تقليد لهجة وأسلوب هيرودوت. ووصف بعض الكتاب أكثر أعمال لوقيان شهرة رواية قصص حقيقية بأنها أقدم أعمال الخيال العلمي الباقية. يحتوي حواره عاشق الأكاذيب على العديد من أقدم قصص الأشباح المعروفة بالإضافة إلى أقدم نسخة معروفة من صبي الساحر. كانت رسالته التي تحمل عنوان وفاة بيريجرينوس هجاءً لا يرحم ضد المسيحيين، وشملت أقدم تقييم وثني للمسيحية الأولى.
كتب هليودوروس الحمصي روايته اثيوبيكا خلال القرن الثالث الميلادي. تحكي الرواية قصة أميرة إثيوبية شابة تدعى تشارليكليا، التي تنفصل عن عائلتها وتذهب في العديد من المغامرات في جميع أنحاء العالم المعروف. من بين جميع الروايات الإغريقية القديمة، كانت رواية رومانسية الإسكندر قد حققت أعلى مستوى من الشعبية، وتصف هذه الرواية الخيالية عن مآثر الإسكندر الأكبر المكتوبة في القرن الثالث الميلادي. وقد بقيت ثمانون نسخة منها في أربعة وعشرين لغة مختلفة، مما يدل على أنه خلال العصور الوسطى، كانت الرواية تقريبًا شائعة مثل الكتاب المقدس.:650-654 كانت إصدارات رومانسية الإسكندر شائعة جدًا في القرن الرابع عشر. كتب جيفري تشوسر ذلك «... كل ذلك الوزن من التقديس، إما بسبب ما سمعه الجمهور، أو بفعل إرث الأسكندر.»:653-654

## الإرث

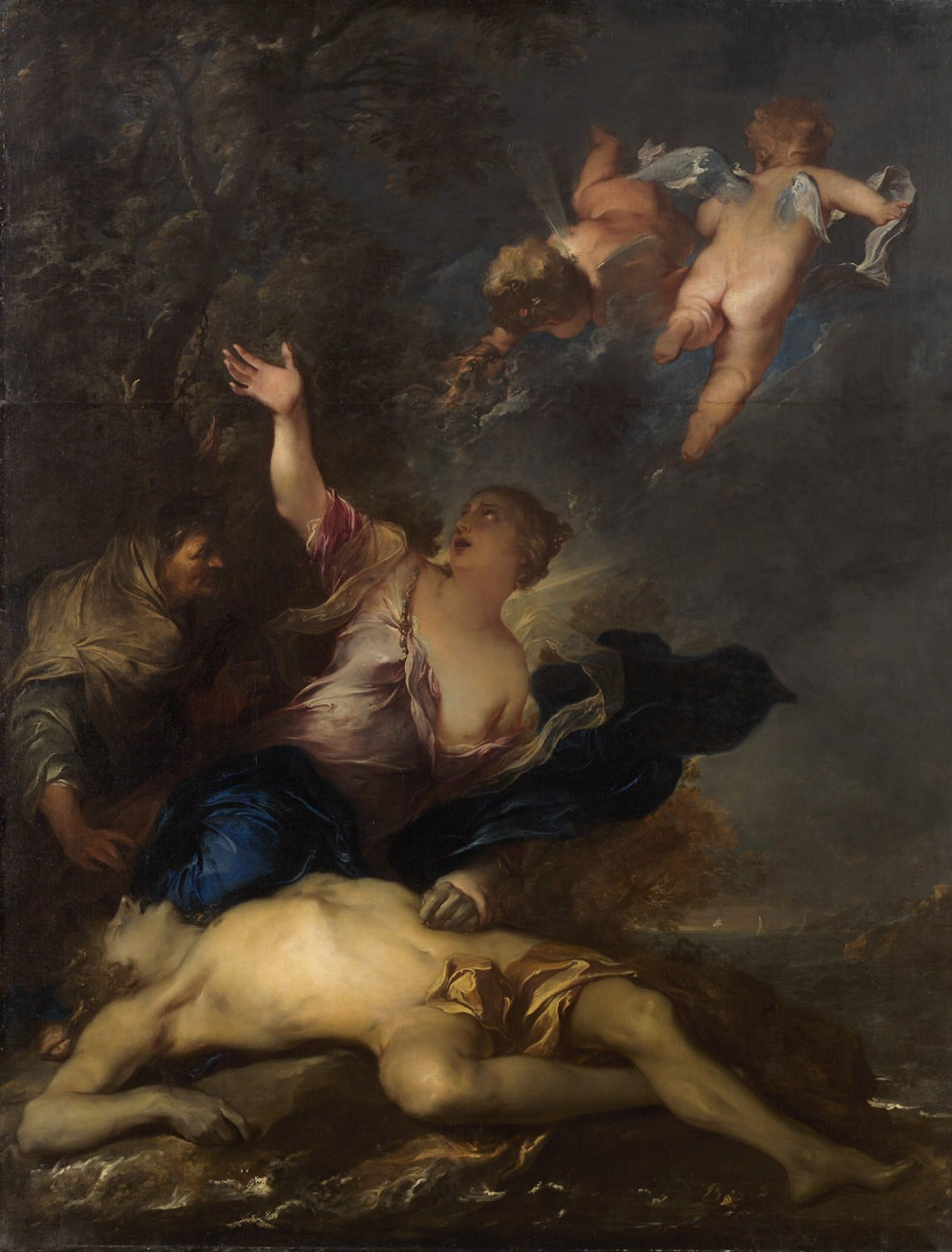
بطل ينعي المتوفى ليندر للفنان جيليس باكسيريل (1640s).

كان للأدب اليوناني القديم تأثيرٌ هائل على الأدب الغربي ككل. اعتمد مؤلفون رومانيون قديمون أساليب وأفكار مختلفة عن الأدب اليوناني القديم. اعتمد هذه الأفكار كتابٌ آخرون من الأدباء والنقاد في أوروبا الغربية في وقت لاحق. أثر الأدب اليوناني القديم بشكلٍ خاص على الأدب اليوناني في وقت لاحق. على سبيل المثال، أثرت الروايات اليونانية على العمل المتأخر البطل ووليندر، الذي كتبه موسايوس جراماتيكوس. كان الكتّاب الرومان القدماء مدركين تمامًا للإرث الأدبي اليوناني القديم، وكثير منهم تعمدوا محاكاة نماذج وصيغ الكلاسيكيات اليونانية في أعمالهم الخاصة. على سبيل المثال، صمم الشاعر الروماني فيرجيل قصيدته الملحمية الإنيادة مستندًا على الإلياذة والأدويسة.
خلال العصور الوسطى، تم نسيان الأدب اليوناني القديم إلى حد كبير في أوروبا الغربية. كتب الكاتب روجر بيكون في القرون الوسطى أنه «لا يوجد أربعة رجال في العالم المسيحي اللاتيني يعرفون القواعد اليونانية والعبرية والعربية.» لم يتم إعادة اكتشاف الكتابات اليونانية من قبل علماء أوروبا الغربية حتى عصر النهضة. خلال عصر النهضة، بدأ تعليم اللغة اليونانية في الكليات والجامعات الأوروبية الغربية لأول مرة، مما أدى إلى اكتشاف العلماء في أوروبا الغربية أدب اليونان. نُشر كتاب النص المتلقى، وهو أول كتاب جديد في اليونانية الأصلية، في عام 1512 من قبل العالم الإنساني الإيطالي دسيدريوس إراسموس. نشر إيراسموس أيضًا الترجمة اللاتينية للنصوص اليونانية الكلاسيكية، بما في ذلك الترجمة اللاتينية لملحمة الأعمال والأيام لهسيود.
أثر الأدب اليوناني الكلاسيكي على الأدب الحديث بشكلٍ واضح أيضًا. تظهر العديد من الشخصيات من الأدب الكلاسيكي والأساطير في جميع الكوميديا الإلهية لدانتي أليغييري. كان لكتاب سير متوازية للفيلسوف بلوتارخ تأثير كبير على ويليام شكسبير وكان مصدرًا رئيسيًا وراء تراجيدياته، يوليوس قيصر وأنطونيو وكليوباترا وكوريولانوس.:883-884 استقطبت كوميديا شكسبير في كوميديا الأخطاء والليلة الثانية عشرة الكثير من المواضيع من الكوميديا اليونانية-الرومانية الحديثة.:881-882 في هذه الأثناء، استلهم شكسبير مأساته تيمون الأثيني من قصة كتبها لوقيان وملهاته بريكليس أمير صور، التي كانت مقتبسة عن شخصية الرواية اليونانية القديمة أبولونيوس من صور، التي وجدت في كتاب اعتراف العاشق لجون غور.

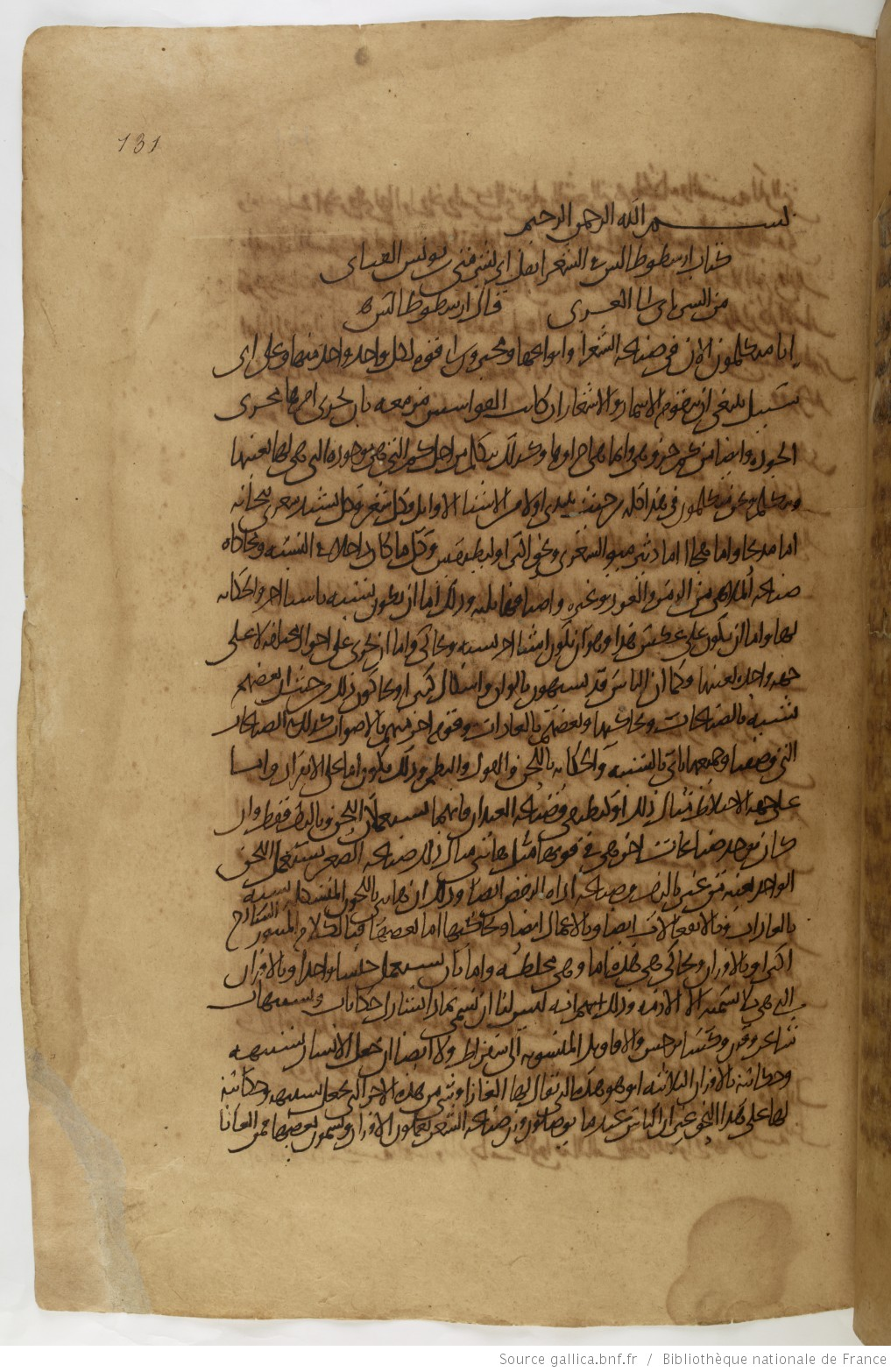
صفحة من ترجمة عربية لشعر أرسطو لأبي بشر متى.

كتب جون ميلتون قصيدته الملحمية الفردوس المفقود باستخدام أسلوب مشابه لملحمتي هوميروس. كما أنه يكرر التلميحات عن شخصيات من الأدب والأساطير الكلاسيكية، ويستخدمها كرموز لنقل رسالة مسيحية. كانت رواية قصص حقيقية للوقيان جزءاً من الإلهام لرواية جوناثان سويفت رحلات غوليفر.:545 وصفت كارل جيه ريتشارد ميثولوجيا بولفينش، وهو كتاب عن الميثولوجيا اليونانية نشر في عام 1867 واستهدف جمهورًا شعبيًا، بأنه «واحد من أشهر الكتب المنشورة في الولايات المتحدة».
إن مسرحية جورج بيرنارد شو بيجماليون عبارة عن رواية حديثة وعقلانية للأسطورة اليونانية القديمة لبيجماليون.:794 تعتبر رواية جيمس جويس عوليس، التي وصفها النقاد بأنها واحدة من أعظم أعمال الأدب الحديث ، إعادة سرد لأوديسة هوميروس، ولكن في العصر الحديث في دبلن. كتبت الكاتبة البريطانية ماري رينولت في منتصف القرن العشرين عددًا من الروايات المشهود لها بأدب مستوحى من أدب وميثولوجيا اليونانية القديمة، بما في ذلك آخر النبيذ والملك يجب أن يموت.
يستخدم المؤلفون المفاهيم والأفكار الناشئة في اليونان القديمة غالبًا، حتى في الأعمال التي لا تعتمد على الأدب اليوناني والروماني، وقد أثرت الأفكار التي تم التعبير عنها في شعر أرسطو، على وجه الخصوص، على أجيال من الكتاب والنقاد الغربيين. كانت الترجمة اللاتينية لتعليقات ابن رشد على كتاب فن الشعر متاحة خلال العصور الوسطى. تشمل المصطلحات الأدبية اليونانية الشائعة التي لا تزال تستخدم اليوم: التطهير (Catharsis)، والخُلُق (Ethos)، واللحظة التي يحقق فيها البطل اكتشافًا مهمًا (Anagnorisis)، والعَيبة (Hamartia)، والغطرسة (hubris)، والمحاكاة (Mimesis)، والأسطورة (Mythos)، ونمسيس (Nemesis)، وانقلاب الحظ (Peripeteia).

## انظر ايضًا
- اليونان القديمة
- الأدب
- تاريخ الأدب